# Fernando de Noronha
Fernando de Noronha é um arquipélago brasileiro do estado de Pernambuco. Formado por 21 ilhas, ilhotas e rochedos de origem vulcânica, ocupa uma área total de 26 km² — dos quais 17 km² são da ilha principal — e se situa no Oceano Atlântico a nordeste do Brasil continental, distando 350 km do Rio Grande do Norte e 545 km da capital pernambucana, Recife. O centro comercial da ilha é o núcleo urbano de Vila dos Remédios. A administração do Parque Nacional está atualmente a cargo do Instituto Chico Mendes de Conservação da Biodiversidade (ICMBio).
Avistada pela primeira vez entre 1500 e 1502, tem sua descoberta atribuída a uma expedição comandada pelo explorador Fernão de Loronha, embora haja controvérsias; porém é certo que o primeiro a descrevê-la foi Américo Vespúcio, em expedição realizada entre 1503 e 1504. Primeira capitania hereditária do Brasil, o arquipélago sofreu constantes invasões de ingleses, franceses e holandeses entre os séculos XVI e XVIII. Em 24 de setembro de 1700, Fernando de Noronha tornou-se, por carta régia, dependência de Pernambuco, capitania com a qual já tinha uma ligação histórica. Em 1736, a ilha foi invadida pela Companhia Francesa das Índias Orientais, passando-se a chamar Isle Dauphine, porém, no ano seguinte, uma expedição enviada pelo Recife expulsou os franceses.
Em 1942, com a Segunda Guerra Mundial, o arquipélago tornou-se território federal, cuja sigla era FN, passando a servir como base avançada de guerra; mas voltou à administração pernambucana quatro décadas e meia depois, no ano de 1988. Atualmente Fernando de Noronha constitui um distrito estadual de Pernambuco, e é gerida por um administrador-geral designado pelo governo do estado.
Após uma campanha liderada pelo ambientalista José Truda Palazzo Júnior, em 14 de outubro de 1988 a maior parte do arquipélago foi declarada Parque Nacional, com cerca de 11 270 ha, para a proteção das espécies endêmicas lá existentes e da área de concentração dos golfinhos rotadores (Stenella longirostris), que se reúnem diariamente na Baía dos Golfinhos — o lugar de observação mais regular da espécie em todo o planeta. No ano de 2001 a UNESCO declarou Fernando de Noronha Patrimônio Natural da Humanidade. A fauna é tão rica que pesquisadores continuam descobrindo novas espécies endêmicas de peixes na região — em 2020, uma expedição descobriu quatro novas espécies de peixes ainda não descritas pela ciência.

## História

### Descoberta
Muitas controvérsias marcam o descobrimento do arquipélago pelos europeus. Pelo menos três nomes — São Lourenço, São João e Quaresma — têm sido associados com a ilha na época de sua descoberta. O que se sabe como certo é que várias expedições alcançaram a costa brasileira entre 1500 e 1503 e que a existência do arquipélago era conhecida em Lisboa pelo menos desde antes de 16 de janeiro de 1504, quando o rei D. Manuel I de Portugal fez mercê da "ilha de São João" a Fernão de Loronha — cavaleiro da Sua Casa, cristão-novo, grande comerciante e armador — como uma capitania hereditária, citando o beneficiado [com ou sem razão] como descobridor da ilha. Ver nota: 
A ilha sem dúvida havia sido descoberta algum tempo antes disso, mas há mais de um século o autor, a data precisa e as circunstâncias do achado vêm dando motivo para muitos debates. Uma das propostas é de que ela foi descoberta por uma expedição de mapeamento portuguesa que foi enviada em maio de 1501. A expedição de 1501 também é conhecida como a "terceira viagem" de Américo Vespúcio (e sua primeira sob a bandeira portuguesa). Vespúcio relaciona esta expedição duas vezes — primeiro em uma carta a Lorenzo Pietro Francesco de Medici, escrita no início de 1503, e de novo em suas cartas a Piero Soderini, escritas em 1504–1505. Em sua carta, Vespúcio não menciona o nome do capitão dessa expedição de 1501 e sua identidade tem sido especulada. O cronista do século XVI Gaspar Correia sugeriu que era André Gonçalves. Greenlee (1945) analisou vários nomes possíveis — e se instalou na conjetura de que poderia ser o próprio Fernão de Loronha, hipótese também sugerida por Duarte Leite (1923). Loronha pode ter recebido crédito na descoberta por ter sido o principal financiador de um consórcio de comerciantes que ambicionava explorar as ricas florestas de pau-brasil, que estava em atividade por mercê régia desde 1501, e que manteve um ativo comércio até aproximadamente a década de 1540. Sem dúvida Loronha foi um dos financiadores da expedição de 1503–1504, sob o comando do capitão Gonçalo Coelho, que levou Vespúcio a bordo, e Loronha pode ter estado a bordo de uma das naus que em 24 de julho de 1503 avistaram a ilha então chamada da Quaresma, rebatizada em seguida como Ilha de São João, e que mais tarde levaria seu nome. Porém, a historiografia recente considera pouco provável que Loronha tenha participado pessoalmente de qualquer das viagens.
A expedição de Coelho é também conhecida como a "Quarta Viagem" de Vespúcio e é relatada na carta a Soderini. A nau capitânia da expedição atingiu um recife e naufragou perto da ilha e a tripulação e a carga tiveram que ser resgatados. Sob ordens de Coelho, Vespúcio ancorou na ilha e passou uma semana lá, enquanto o resto da frota de Coelho ficou ao sul. Em sua carta a Soderini, Vespúcio descreve uma ilha desabitada e relata o seu nome coma "ilha de São Lourenço" (10 de agosto é o dia da festa de São Lourenço, era um costume de explorações portuguesas nomear locais de acordo com o calendário litúrgico). Os historiadores têm ainda a hipótese de que um navio perdido da frota de Coelho, sob o comando de um capitão desconhecido, pode ter retornado para a ilha (provavelmente no dia 29 de agosto de 1503, dia da festa da decapitação de São João Batista) para pegar Vespúcio, mas não o encontrou ou a qualquer outra pessoa e voltou para Lisboa com a notícia. Vespúcio, em sua carta, afirma que ele deixou a ilha em 18 de agosto de 1503 e em sua chegada a Lisboa um ano depois, em 7 de setembro de 1504, o povo da cidade foi surpreendido, uma vez que "tinha sido dito" que o navio havia se perdido. Como Vespúcio não regressou a Lisboa até setembro de 1504, a descoberta deve ter sido anterior. O principal problema para as versões que se apoiam na famosa Carta ao Soderini é que a crítica moderna considera a carta uma falsificação.

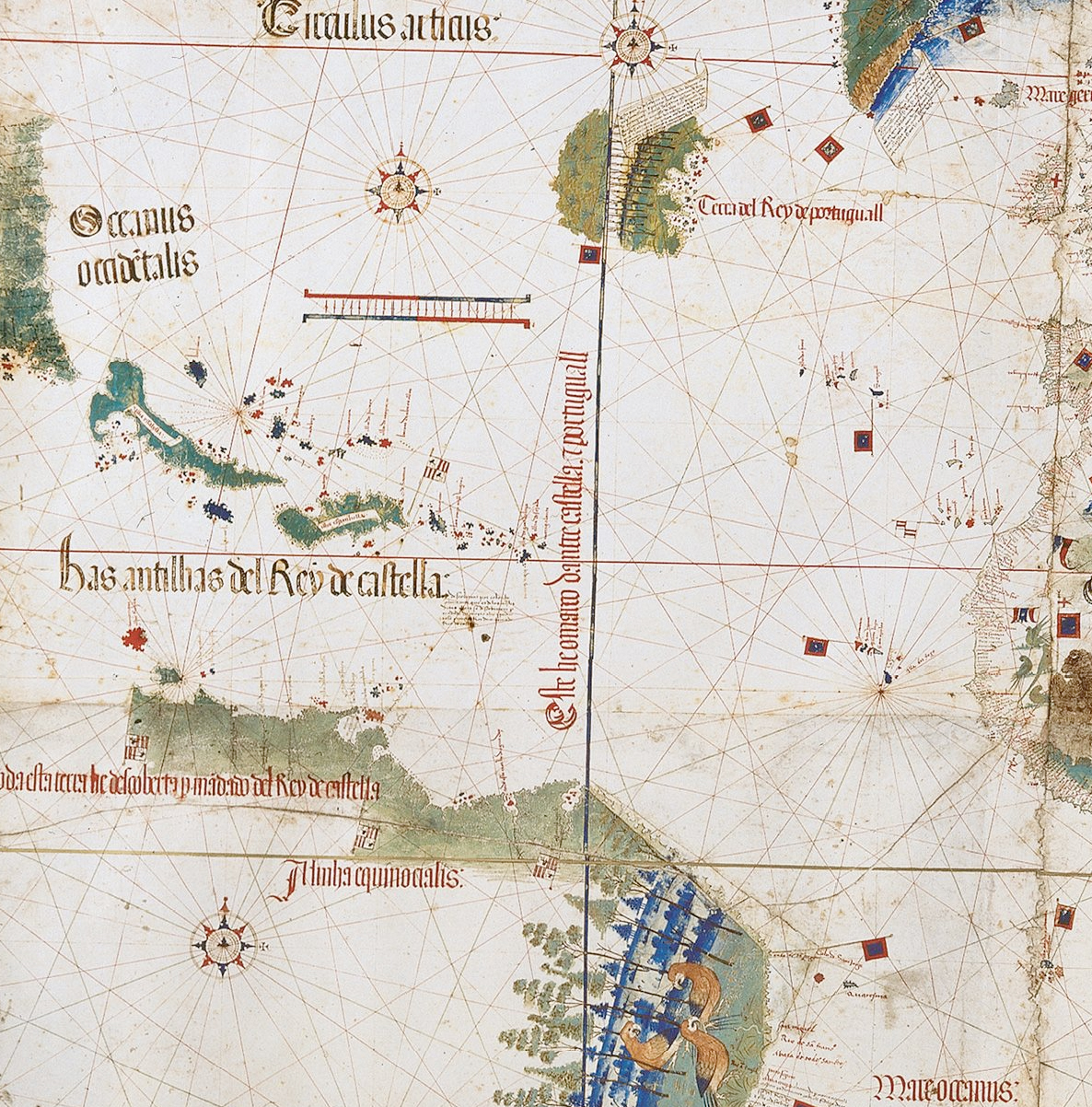
Detalhe do Planisfério de Cantino, de 1502, mostrando a ilha de "Quaresma" na costa brasileira.

Uma ilha, chamada Quaresma, parecendo muito com a ilha de Fernando de Noronha, aparece no Planisfério de Cantino de 1502. O mapa de Alberto Cantino foi composto por um cartógrafo português anônimo e terminado antes de novembro de 1502, bem antes da expedição de Coelho ser estabelecida. Isso levou à especulação de que a ilha foi descoberta por uma expedição anterior. Entretanto, não há consenso sobre qual expedição que poderia ter sido a pioneira. O nome, "Quaresma", sugere que o arquipélago deve ter sido descoberto em março ou início de abril, o que não corresponde bem com expedições conhecidas. Há também uma misteriosa ilha vermelha à esquerda de Quaresma no mapa de Cantino, que não se encaixa com a ilha de Fernando de Noronha. Alguns explicaram estas anomalias lendo quaresma como anaresma (de significado desconhecido, mas que evita o período da Quaresma), e propuseram que a ilha vermelha é apenas uma mancha acidental de tinta. Alguns historiadores modernos têm proposto que o arquipélago de Fernando de Noronha não está representado no mapa de Cantino. Em vez disso, eles propuseram que a ilha Quaresma e a "mancha de tinta" vermelha que acompanha são, na verdade, o Atol das Rocas, um pouco deslocado no mapa. Roukema concluiu que o Atol das Rocas é que foi descoberto pelo "navio perdido", que retornou em 16 de março de 1502, bem dentro do tempo da Quaresma.
De acordo com Vespúcio, a expedição de 1501 retornou a Lisboa em setembro de 1502, ainda a tempo de influenciar a composição final do mapa de Cantino. Infelizmente, Vespúcio não relata ter descoberto esta ilha; na verdade, ele é bastante claro que a primeira vez que ele (e seus companheiros marinheiros) viu a ilha foi na expedição de Coelho em 1503. No entanto, uma carta escrita pelo emissário veneziano Pascualigo em 12 de outubro de 1502, e citada no diário de Marino Sanuto, relata que um navio chegou "da terra dos papagaios" em Lisboa no dia 22 de julho de 1502 (três meses antes Vespúcio). Este poderia ser um navio perdido da expedição de mapeamento que retornou prematuramente, sobre a qual ainda não há informação.
Uma outra teoria é de que a ilha foi descoberta já em 1500, logo após a chegada ao Brasil da Segunda Armada da Índia, sob a liderança de Pedro Alvares Cabral. Após sua breve parada em terra firme em Porto Seguro, na Bahia, Cabral despachou um navio de suprimentos sob o comando de Gaspar de Lemos ou André Gonçalves de volta a Lisboa para relatar a descoberta. Este navio de abastecimento retornando teria seguido em direção ao norte ao longo da costa brasileira e pode ter chegado até a ilha de Fernando de Noronha e relatado a sua existência ao governo de Lisboa em julho de 1500. No entanto, isso contradiz o nome Quaresma, uma vez que o navio de abastecimento partiu bem após o tempo da Quaresma. Uma quarta possibilidade (improvável) é que a ilha foi descoberta pela Terceira Armada da Índia de João da Nova, que partiu de Lisboa em março ou abril de 1501 e chegou de volta em setembro de 1502, também a tempo de influenciar o Planisfério de Cantino. O cronista Gaspar Correia afirma que na viagem de ida, a Terceira Armada fez uma parada na costa brasileira em torno do Cabo de Santo Agostinho. Dois outros cronistas (João de Barros e Damião de Góis) não mencionam a terra firme, mas eles relatam a descoberta de uma ilha (que eles acreditam ser identificado como ilha de Ascensão, mas isso não é certo). A transição do nome de "São João" para "Fernando de Noronha" foi, provavelmente, apenas pelo uso natural. A carta régia datada de 20 de maio de 1559, aos descendentes da família Noronha, ainda se refere à ilha por seu nome oficial, ilha de São João.

### Colonização europeia
O comerciante Fernão de Loronha não apenas recebeu a ilha como uma capitania hereditária, mas também de 1501 até 1512 deteve um monopólio sobre o comércio no Brasil. Entre 1503 e 1512, os agentes de Loronha configuraram uma série de armazéns (feitorias) ao longo da costa brasileira e envolveram-se no comércio de pau-brasil (uma madeira nativa que servia como corante vermelho e era altamente valorizada pelos costureiros europeus) com os povos indígenas locais. A ilha de Fernando de Noronha era o ponto de coleta central desta rede. O pau-brasil, continuamente colhido pelos índios costeiros e entregues aos vários armazéns litorâneos, era enviado para o armazém central no arquipélago, que era visitado por um navio de transporte maior que levava as cargas coletadas de volta para a Europa. Após o vencimento do alvará comercial de Loronha em 1512, a organização da empresa de pau-brasil foi assumida pela coroa portuguesa, mas Loronha e seus descendentes mantiveram a posse privada da ilha como uma capitania hereditária pelo menos até a década de 1560. Embora valiosa como entreposto comercial, o primeiro donatário não manifestou interesse em povoar a ilha que batizou. Mesmo extinta a "capitania do mar", sua posse permaneceu na descendência de Loronha — que tampouco se preocupou com ela — até 24 de setembro de 1700. Segundo o IBGE, "o donatário jamais tomou posse de suas terras que, abandonadas, atraíram as atenções de muitos povos, dentre os quais os alemães (que a abordaram em 1534), os franceses (também em abordagens em 1556, 1558 e 1612), os ingleses (em 1577), o holandeses (que nela se fixaram por 25 anos, entre 1629 e 1654) e os franceses (que aí viveram um ano, entre 1736 e 1737)".

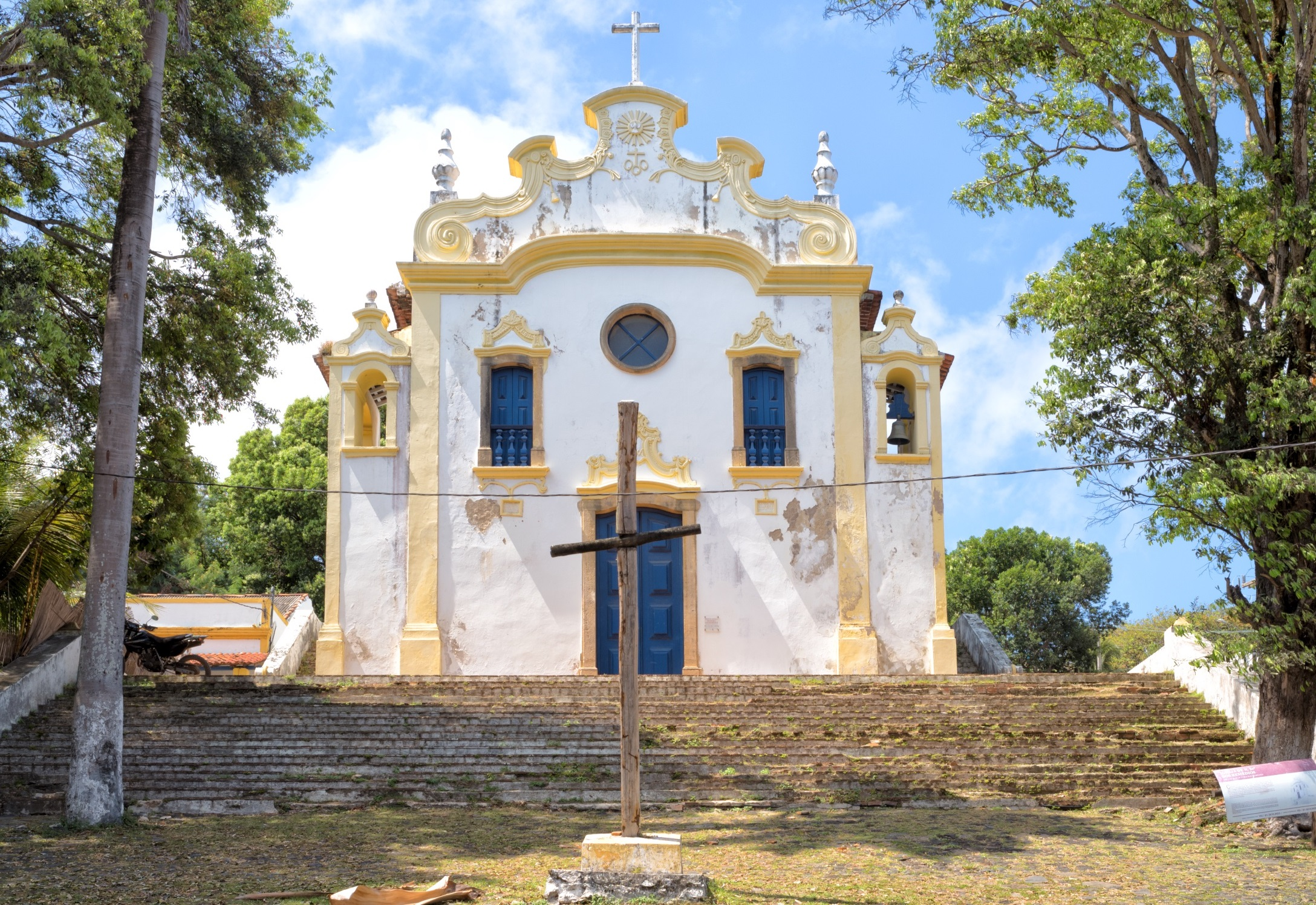
Igreja de Nossa Senhora dos Remédios

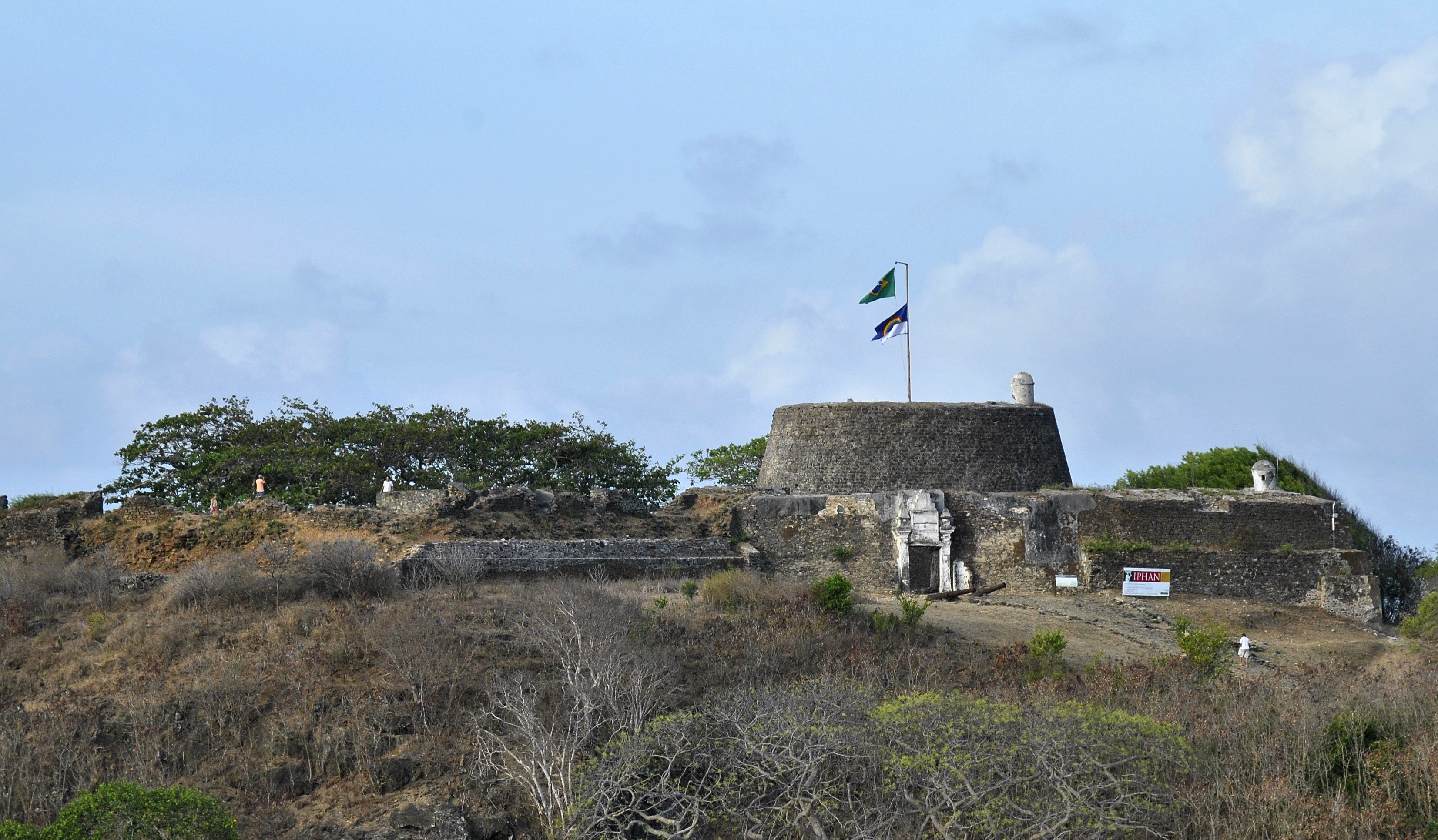
Forte de Nossa Senhora dos Remédios

Há notícias de envio para a ilha de degredados, galés e militares condenados desde o século XVII. Em 1612 o missionário capuchinho Claude d'Abbeville esteve por alguns dias na ilha, relatando a existência de "um português em companhia de dezessete ou dezoito índios, homens, mulheres, e crianças, todos escravos, e para aqui desterrados pelos moradores de Pernambuco". No período da dominação holandesa (1630-1654), o arquipélago foi arrendado a Michel de Pavw, passando a se chamar Pavônia. Continuou a receber desterrados, agora holandeses. Retomando a posse do arquipélago, no final do século XVII os portugueses entenderam ser necessário fortificá-lo. Isso só ocorreu mais tarde, depois que uma Carta Régia de 24 de setembro de 1700 anexou-o à Capitania de Pernambuco. Em 1736 a ilha foi invadida pela Companhia Francesa das Índias Orientais, passando-se a chamar Isle Dauphine, porém, no ano seguinte, uma expedição enviada pelo Recife expulsou os franceses.
Em 1739, Pereira Freire organizou o governo da ilha, que passou a ser denominada Presídio de Fernando de Noronha. Com isso, foi levado a cabo o projeto das fortificações, encarregado ao engenheiro militar Diogo de Silveira Veloso, e foram erigidos os núcleos urbanos da Vila dos Remédios e de Quixaba. No final do século XVIII o presídio possuía cinco fortificações regulares, com 54 canhões. A guarnição contava com 213 praças, 190 oficiais, 144 soldados, 20 artilheiros e 30 índios. Havia ainda 6 empregados civis, dois capelãos, um almoxarife, um escrivão do almoxarifado, um cirurgião e um sangrador.

### Século XIX
Em 1817, foi nomeado o capitão José de Barros Falcão de Lacerda para desmantelar as fortificações e levar para Pernambuco o destacamento militar e os sentenciados, mas em 3 de outubro de 1833 a ilha se tornou destino de condenados às galés pelo crime de falsificação de moeda e notas. Em 1844 havia 187 prisioneiros, incluindo 4 mulheres, sendo 75 condenados a pena de galés, 28 a pena de prisão com trabalho forçado e 84 a de prisão simples. Um decreto de 5 de março de 1859 atualizou sua vocação prisional, tornando-a destino dos condenados a pena de prisão "quando no lugar em que se devesse executar a sentença, não houvesse prisão segura, precedendo neste caso, ordem do Governo". O decreto especificava que para lá seriam mandados condenados a galés por falsificação, militares condenados a seis anos ou mais de trabalhos públicos ou de fortificações, militares condenados a galés por mais de dois anos, e os degredados. As condições eram péssimas. Um relatório dos ministros da Guerra em meados do século XIX cita que “repugnava aos sentimentos de humanidade e aos preceitos mais triviais de decência que continue a prática bárbara de privar a estes infelizes segregados do resto do mundo até o indispensável para se alimentarem e cobrirem sua nudez".

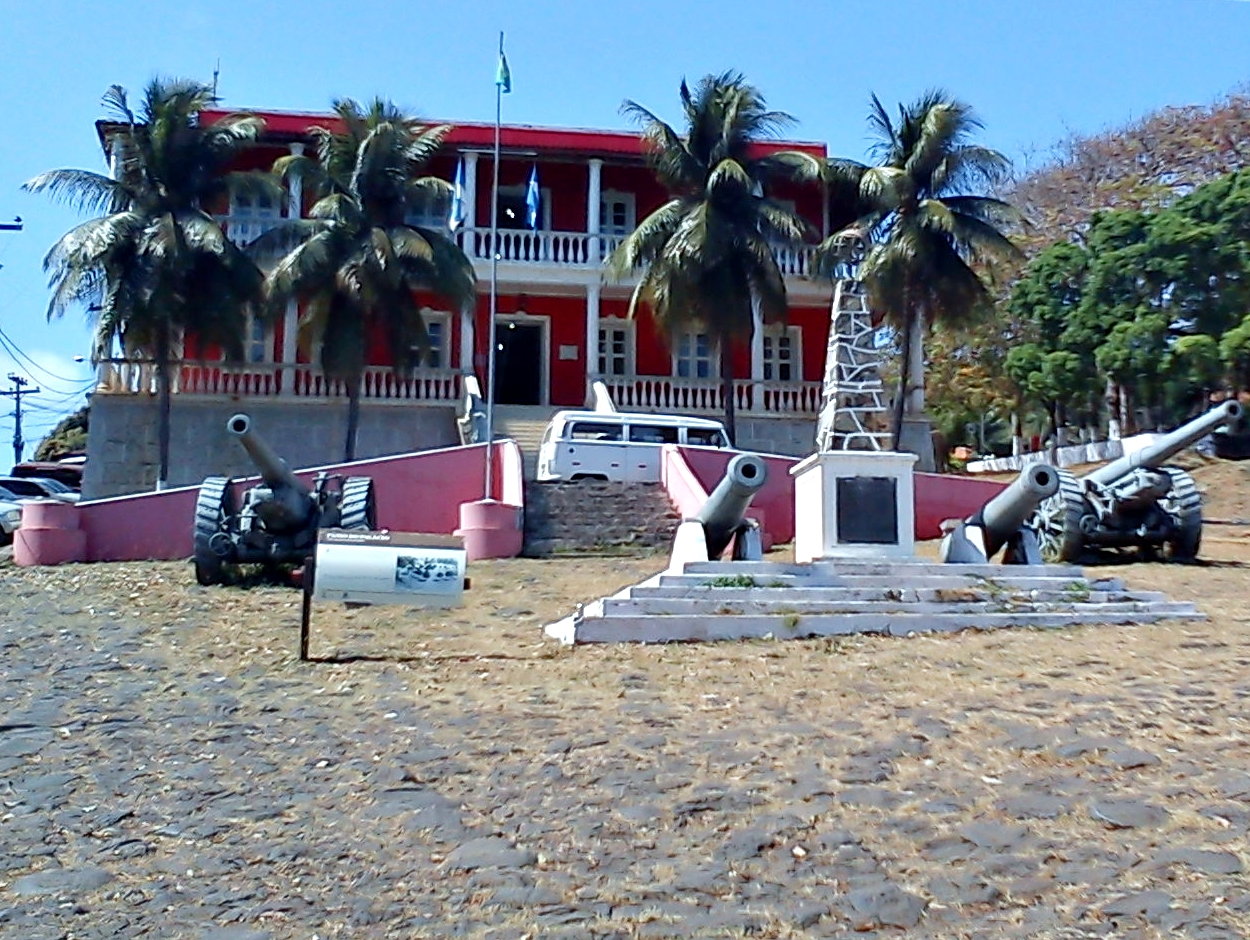
Antigos canhões usados na defesa do arquipélago, expostos em frente ao Palácio de São Miguel

Mapa de Fernando de Noronha, 1886. Arquivo Nacional

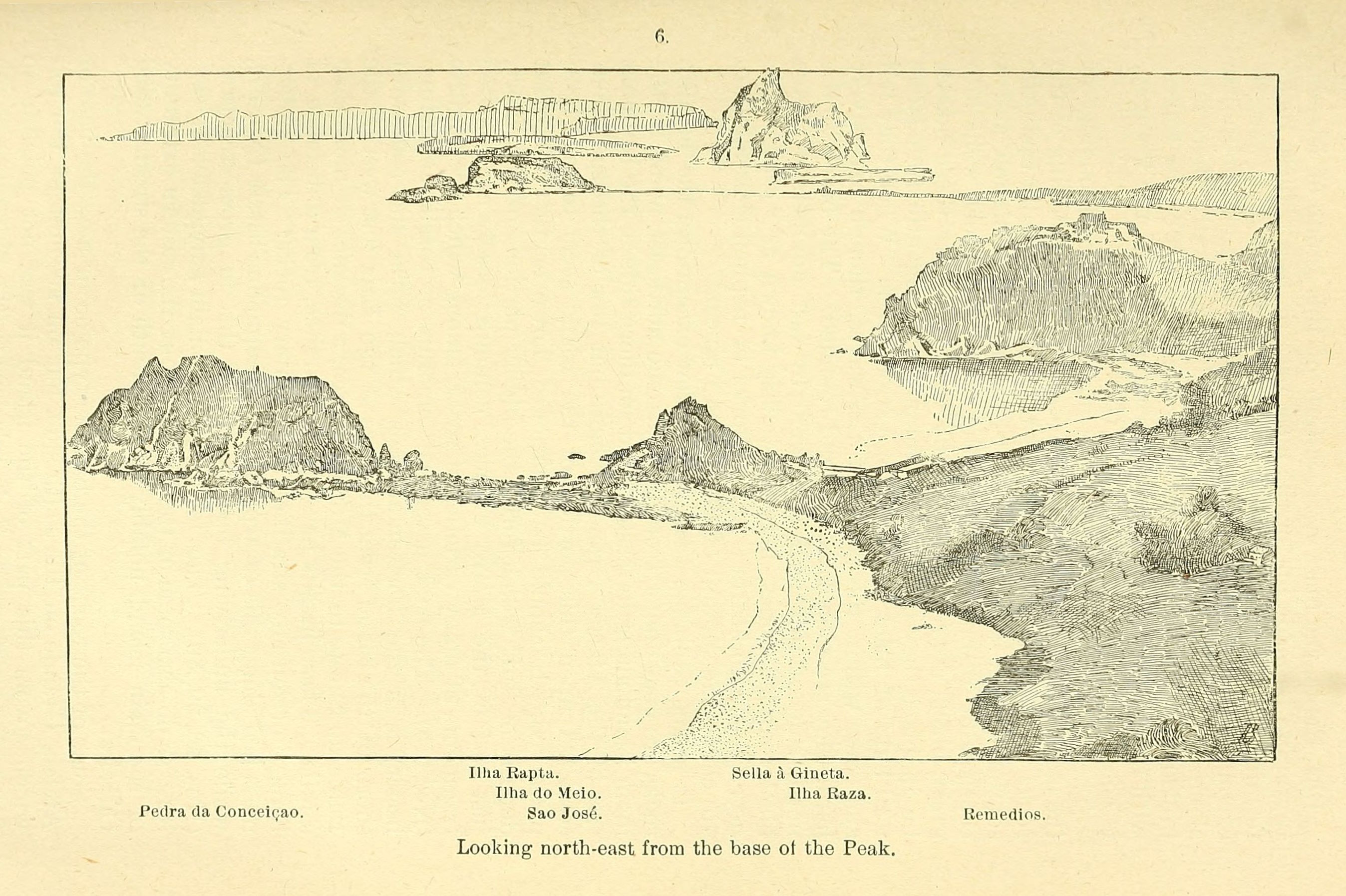
Fernando de Noronha nos estudos geológicos de John Casper Branner, 1889

Em 1873 havia 1 414 prisioneiros, e nesta época pensava-se em reformar o presídio e transformá-lo em colônia penal agrícola, mas nada mudou. Em 1885 a ilha abrigava 2 364 presos, e se tornava difícil mantê-los sob controle, sendo impostos castigos exemplares que causaram escândalo. Notícias na imprensa citam castigos de açoites e tronco, e muitas eram as acusações de abuso e má administração. Após 1889 o Governo Republicano reconheceu “serem de suma gravidade os abusos e irregularidades há muitos anos denunciados por todas as comissões inspetoras” durante o governo imperial. Reconhecendo ainda que “eram notórias as dificuldades de repressão e dos atos judiciais”, o decreto n. 854, de 13 de outubro de 1890, criou o juiz de direito com plena jurisdição civil e criminal, o promotor público e escrivão de Fernando de Noronha. Em 1891 o arquipélago foi integrado ao Estado de Pernambuco, mantendo um presídio administrado pela Secretaria de Estado da Justiça, que funcionou até 1910.
O capitão Henry Foster parou na ilha durante sua expedição de pesquisa científica como comandante do HMS Chantecler, que havia sido estabelecido em 1828. Para fazer o levantamento das costas e correntes oceânicas, Foster usou um pêndulo de Kater para fazer observações sobre a gravidade. Ele usou a ilha como o ponto de junção de sua linha dupla de longitudes que estabeleceram a sua pesquisa. Foi-lhe dada uma assistência considerável pelo Governador de Fernando Noronha, que deixou Foster usar parte de sua própria casa para os experimentos com o pêndulo.
Para resolver isso, o Almirantado instruiu o capitão Robert FitzRoy a comandar o HMS Beagle em uma expedição de pesquisa. Uma das suas tarefas essenciais foi uma parada em Fernando Noronha para confirmar sua longitude exata, usando os 22 cronômetros a bordo do navio para dar o tempo preciso de observações. Eles chegaram à ilha no final da noite de 19 de fevereiro de 1832, ancorando à meia-noite. Em 20 de fevereiro, FizRoy desembarcou em um pequeno pedaço de terra para tomar observações, apesar das dificuldades causadas por ondas fortes, e então navegou para a Bahia ainda naquela noite.
Durante o dia, a ilha foi visitada pelo naturalista Charles Darwin, que era um dos passageiros do HMS Beagle. Ele tomou notas para seu livro sobre geologia. Ele escreveu sobre sua admiração com as madeiras: "Toda a ilha é uma floresta e é tão densamente interligada que exige grande esforço para passar. — O cenário era muito bonito e grandes magnólias, louros e árvores cobertas de flores delicadas deveriam ter me satisfeito. — Mas eu tenho certeza que toda a grandeza dos trópicos ainda não foi vista por mim... — Nós não vimos pássaros vistosos, nem beija-flores. Nem grandes flores." Suas experiências em Fernando de Noronha foram registradas em seu diário, mais tarde publicado como The Voyage of the Beagle. Ele também incluiu uma breve descrição da ilha em sua obra Geological Observations on the Volcanic Islands, de 1844, feita com base nas observações da viagem do HMS Beagle.

### Século XX

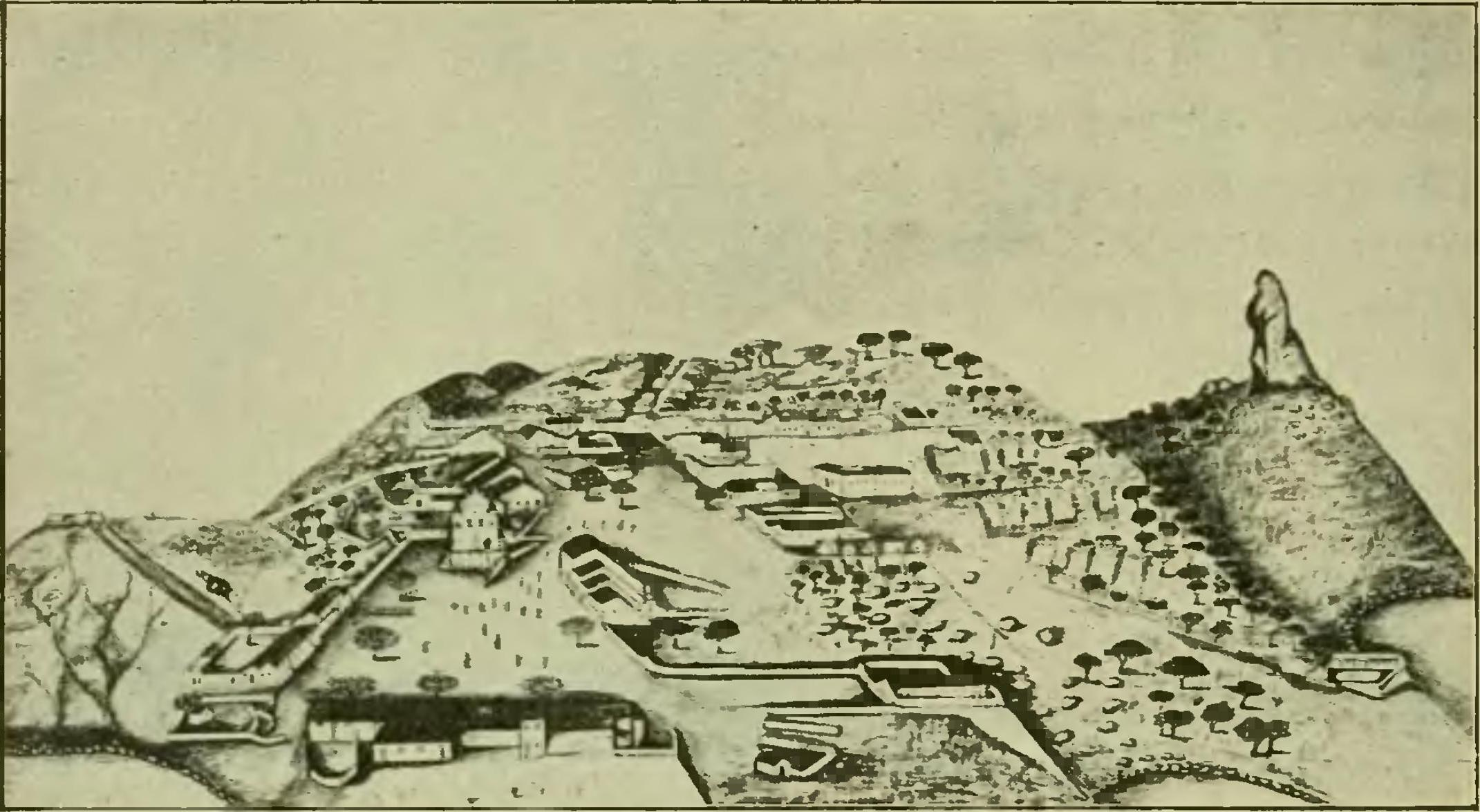
Representação da ilha em 1903

No início do século XX, os britânicos chegaram a prestar cooperação técnica em telegrafia (The South American Company). Mais tarde, os franceses vieram com o French Cable e os italianos com o Italcable.

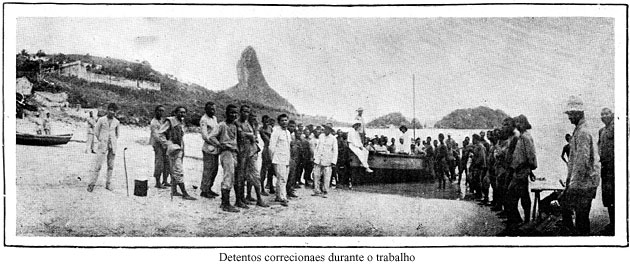
Detentos durante o trabalho na ilha em 1930

Em 1938 a ilha foi novamente requisitada pela União para tornar-se um Presídio Político Federal, destinado "à concentração de indivíduos reputados como perigos à ordem pública ou suspeitos de atividades extremistas”. Em diversos períodos haviam sido recolhidos para lá presos políticos, como os ciganos em 1739, os farroupilhas em 1844 e os capoeiristas em 1890. Reportagem da revista O Cruzeiro, de 2 de agosto de 1930, descreve o presídio como "fantasma infernal para esses proscritos da sociedade", que viviam completamente alheios ao que se passava no resto do mundo, apesar de o Governo alegar que proporcionava aos presos "uma vida saudável de trabalho e de conforto". O ex-governador de Pernambuco, Miguel Arraes, foi preso lá após ser deposto do cargo de Governador de Pernambuco pelo golpe militar de 1964. Em 1957, a prisão foi fechada e o arquipélago foi visitado pelo presidente Juscelino Kubitschek.

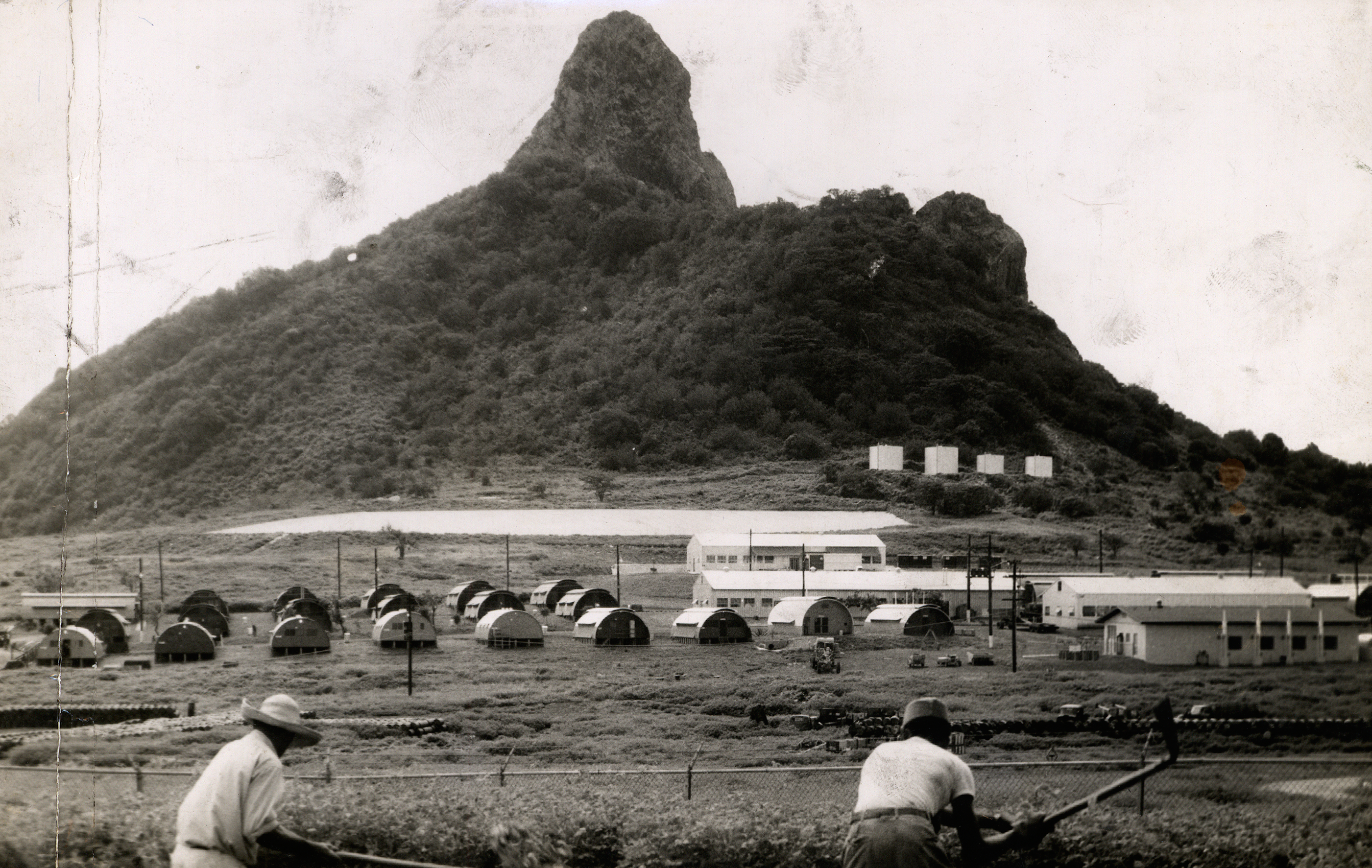
Base americana em Fernando de Noronha, 1959. Arquivo Nacional

Em 1942 tornou-se um território federal, administrado por militares, que incluía o Atol das Rocas e o Arquipélago de São Pedro e São Paulo. A entidade administrativa durou 46 anos. Durante a Segunda Guerra Mundial, um aeroporto foi construído em setembro de 1942 pelas Forças Aéreas do Exército dos Estados Unidos para a rota aérea Natal-Dakar. É então fornecida uma ligação transoceânica entre o Brasil e a África Ocidental Francesa para carga, trânsito das aeronaves e pessoal durante a campanha dos Aliados na África. O Brasil transferiu o aeroporto para a jurisdição da Marinha dos Estados Unidos em 5 de setembro de 1944.
Em 1972 abriu a primeira pousada para turistas. Fernando de Noronha foi incorporada ao Estado de Pernambuco em 1988, como um dos seus Distritos Estaduais, e no mesmo momento foi criado o Parque Nacional Marítimo de Fernando de Noronha, englobando 70% da área do arquipélago composto por 21 ilhas, ilhotas e rochedos, o que ajudou a preservar boa parte do seu patrimônio natural primitivo, enquanto se transformava em uma concorrida atração turística, reconhecida internacionalmente.

### Século XXI

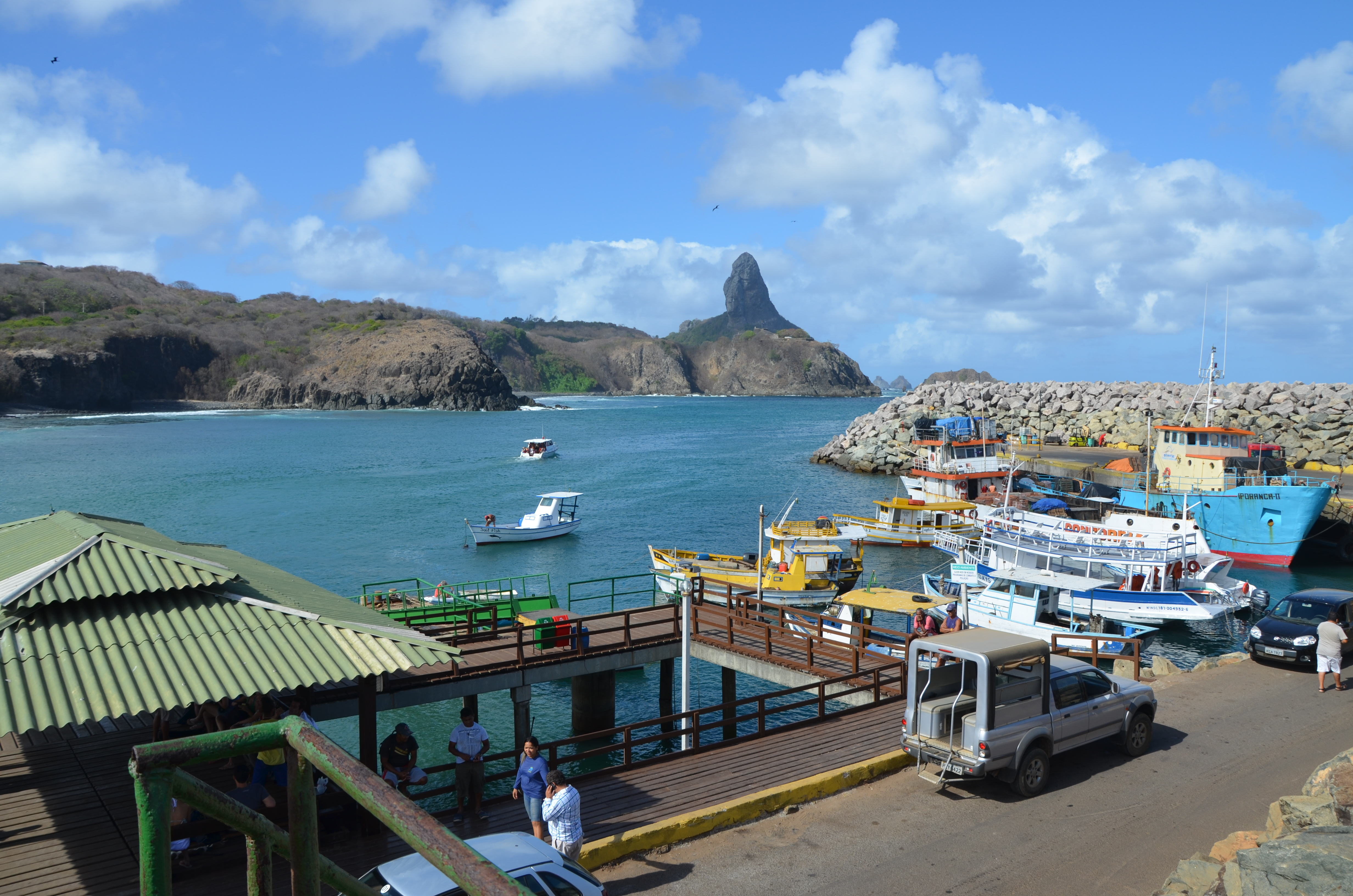
Porto de Fernando de Noronha em 2012

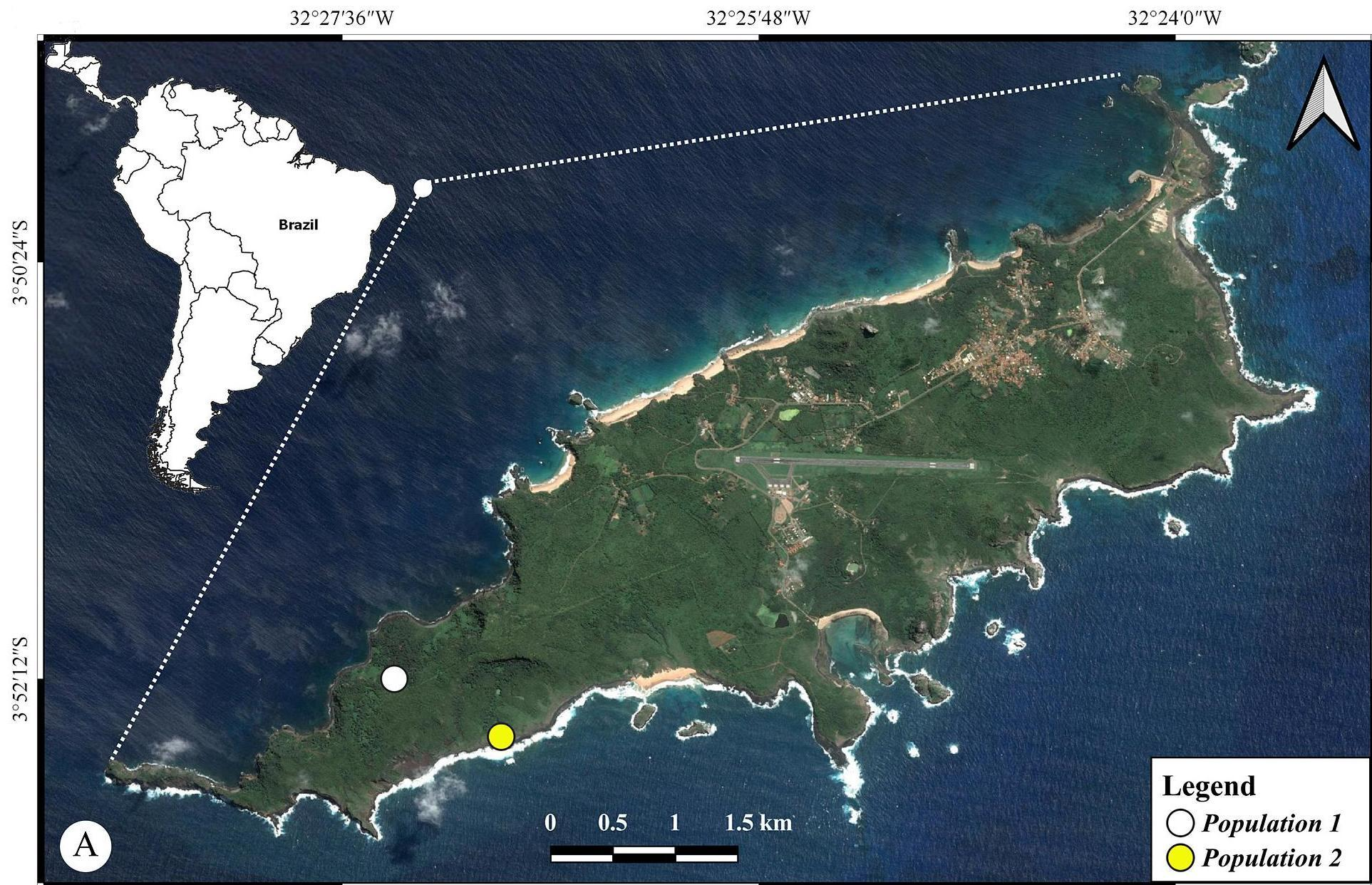
Imagem de satélite do arquipélago

No século XXI, a economia de Fernando de Noronha depende do turismo. Segundo a pesquisadora Glória Maria Widmer, em 2007 em Fernando de Noronha havia em atividade 9 agências de turismo, 132 locais de hospedagem, 26 restaurantes, 3 empresas de mergulho e passeios de barco, cinco empresas de aluguel de veículos, e havia muitas outras pessoas prestando uma grande variedade de serviços. Em 2001 o arquipélago foi declarado Patrimônio da Humanidade, incluindo o Atol das Rocas, como Sítio das Ilhas Atlânticas Brasileiras, reconhecendo o valor de sua rica biodiversidade e enfatizando a necessidade de sua proteção. A UNESCO citou os seguintes motivos para isso: a) a importância da ilha como área de alimentação para várias espécies, incluindo atum, peixe agulha, cetáceos, tubarões e tartarugas marinhas; b) uma elevada população de golfinhos residentes e c) proteção para espécies ameaçadas de extinção, como a tartaruga-de-pente e diversas aves. Para que sua riqueza se conservasse foram impostos limites ao afluxo de público e normas de conduta para ele. Na área do parque algumas atividades são proibidas, conforme descreve o IPHAN: "caça e pesca submarina; introdução de animais e plantas; coleta de sementes, raízes, frutos, conchas, corais, pedras, e animais; alteração da vegetação local; visita as praias do Leão e do Sancho, no período de janeiro a junho, no horário das 18 às 6 horas; acampamentos e pernoites; mergulhos e parada de embarcações nas proximidades da Baía dos Golfinhos; visita a áreas públicas sem autorização; e escrita ou pichação em rochas, árvores ou placas".
Esse turismo movimentado é baseado em grande parte no reconhecimento do seu valor como quadro de beleza cênica única e como valioso acervo de biodiversidade. A transformação criou novas exigências para o governo, que passou a se preocupar em atender às necessidades de novos residentes permanentes. Segundo o IBGE, há "uma população remanescente dos diversos períodos vividos, acrescida daqueles que para aí vieram pelas mais diversas razões. Descendentes de presos comuns ou políticos, de guardas, de militares ou pessoas que para lá foram destacadas para prestarem serviços, acompanharem companheiros ilhéus ou simplesmente fazer turismo, compõem essa população, que chega [em 2010] a 2 500 pessoas, vivendo principalmente do turismo".
É também considerada área de interesse histórico em função de sua associação ao comerciante Fernão de Loronha, seu primeiro senhor, um dos grandes exploradores do pau-brasil. Seu interesse advém ainda de sua história militar. Sob o comando do governo, na época do presídio os detentos construíram uma série de fortificações. Este conjunto arquitetônico foi um importante testemunho dos sistemas de defesa do século XVIII, e incluía dez edifícios, destacando-se o Forte de Nossa Senhora dos Remédios, cujas ruínas foram tombadas pelo Instituto do Patrimônio Histórico e Artístico Nacional em 11 de novembro de 1937. A Igreja de Nossa Senhora dos Remédios, contemporânea ao Forte, de feição barroca-rococó simplificada, também foi tombada, sendo restaurada em 1988 pelo IPHAN. Também são marcos arquitetônicos dignos de nota a antiga Casa de Banho e os remanescentes de outros fortes, como o Santo Antônio, o São Pedro do Boldró, o São João Batista dos Dois Irmãos. Em 2017 o Conjunto Histórico de Fernando de Noronha foi tombado pelo IPHAN e declarado Patrimônio Cultural do Brasil, incluindo as fortificações, o conjunto urbano da Vila dos Remédios, a Vila da Quixabá, a Capela de São Pedro dos Pescadores e o prédio da Air France.

## Geografia

Mapa do Arquipélago de Fernando de Noronha.

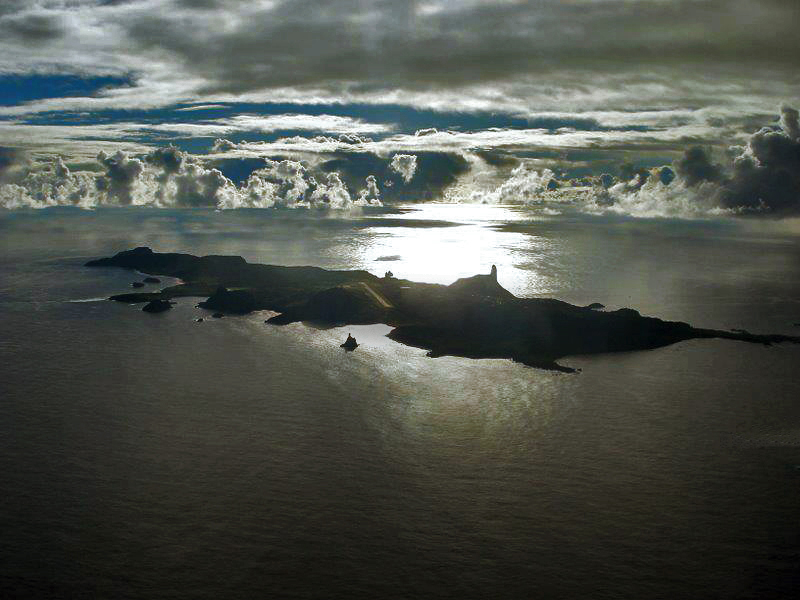
Fotografia aérea da ilha principal do arquipélago.

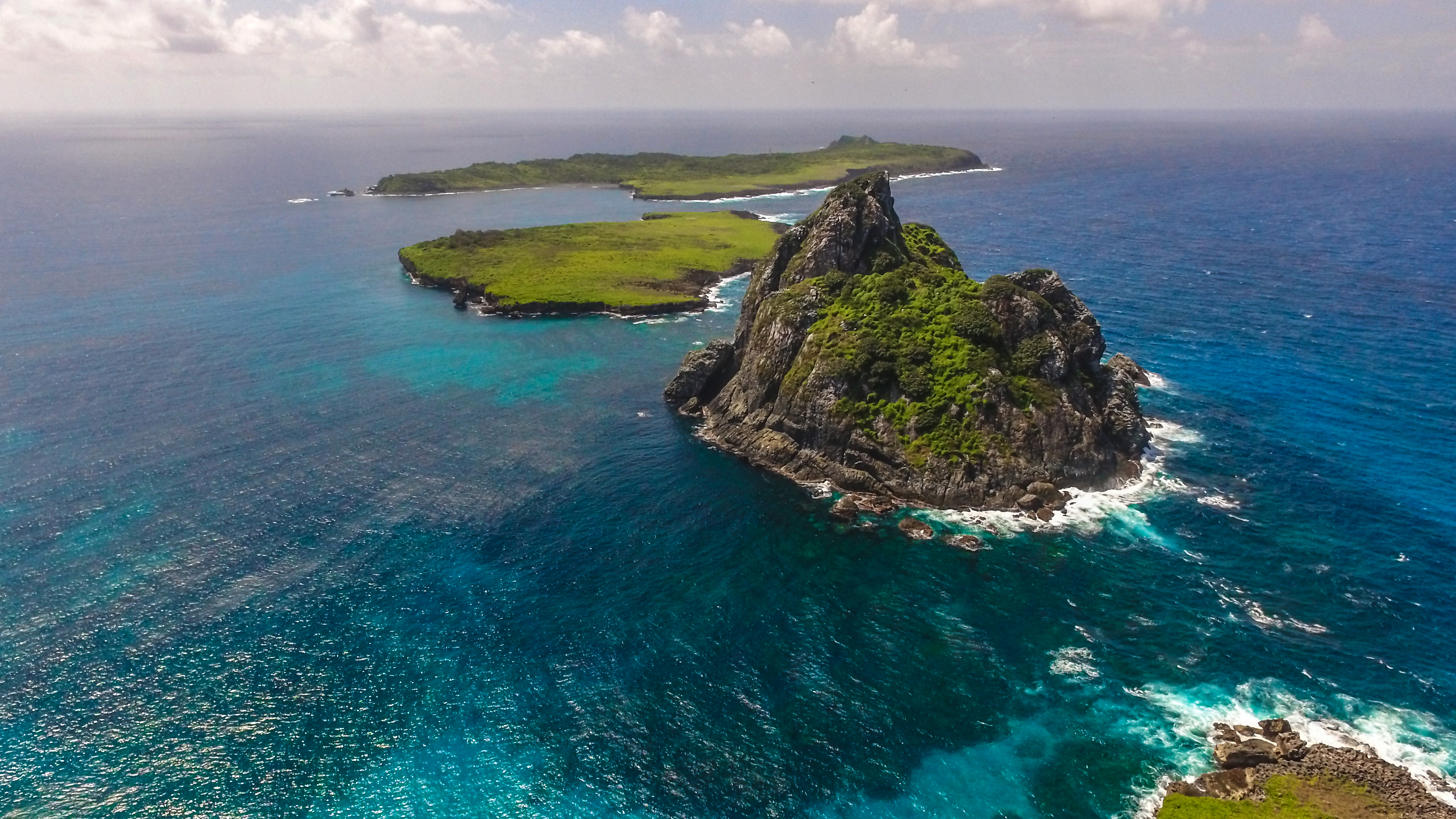
Imagem aérea das ilhas Sela Gineta (primeiro plano), do Meio e Rata (ao fundo), parte do arquipélago

De acordo com a divisão regional vigente desde 2017, instituída pelo IBGE, Fernando de Noronha pertence às Regiões Geográficas Intermediária e Imediata do Recife. Até então, com a vigência das divisões em microrregiões e mesorregiões, fazia parte da microrregião de Fernando de Noronha, que por sua vez estava incluída na mesorregião Metropolitana do Recife.
Suas ilhas são as partes visíveis de uma cadeia de montanhas submersas. Composto por 21 ilhas, ilhotas e rochedos de origem vulcânica, o arquipélago possui uma área total de 26 km².
A ilha principal compreende 91% da área total do arquipélago, com uma área de 17 km2, sendo 10 km de comprimento e 3,5 km de largura no seu ponto máximo. A base dessa enorme formação vulcânica está cerca de 4 000 metros abaixo do nível do mar. O planalto central da ilha principal é chamado de "Quixaba". As ilhas da Rata, Sela Gineta, Cabeluda e São José, juntamente com as ilhotas do Leão e Viúva compõem praticamente todo o restante do arquipélago.

### Biodiversidade

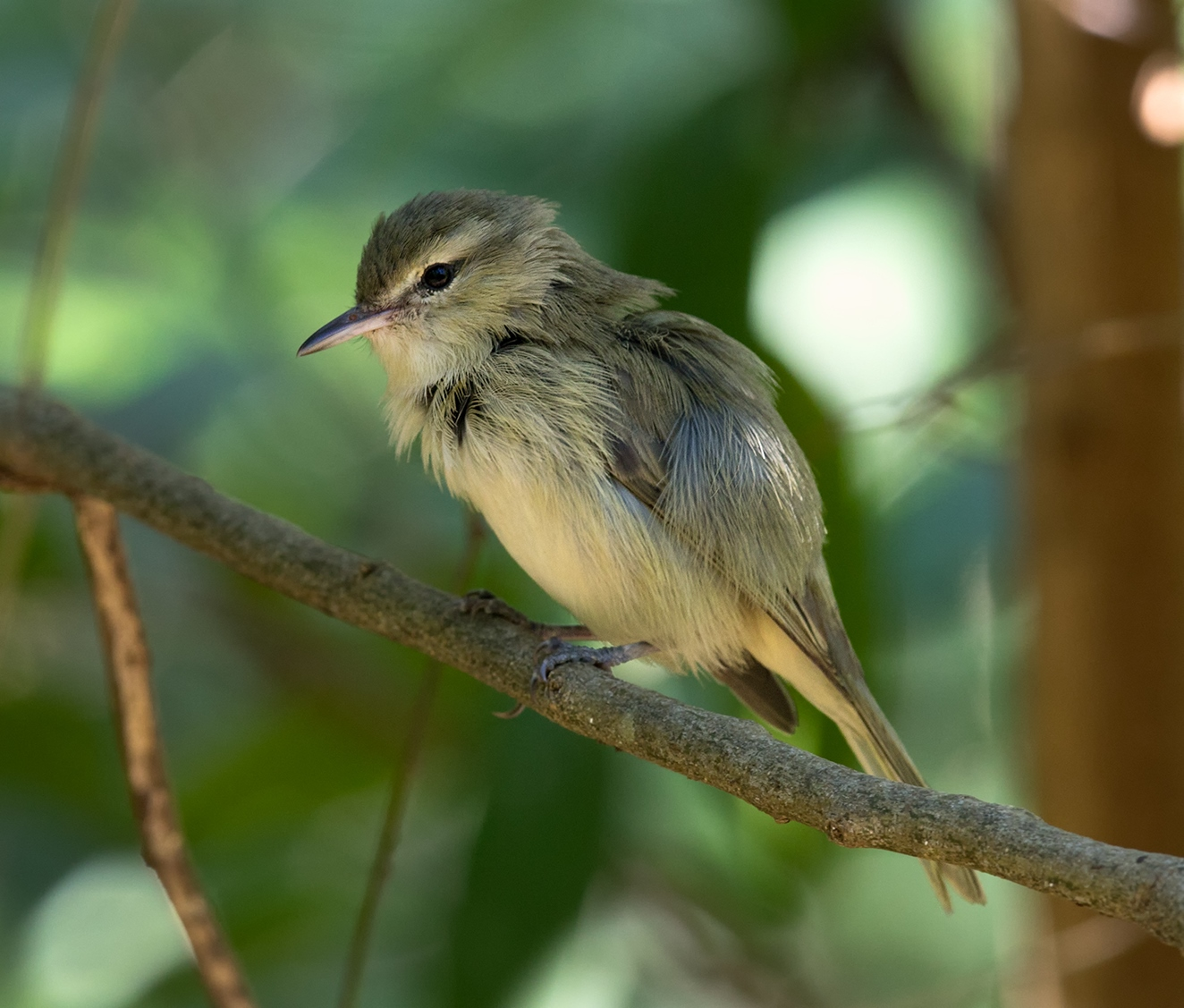
Juruviara-de-noronha (Vireo gracilirostris), ave endêmica de Fernando de Noronha

O Programa das Nações Unidas para o Meio Ambiente (PNUMA) lista 15 possíveis espécies de plantas endêmicas do arquipélago, incluindo espécies dos gêneros Capparis noronhae (duas espécies), Ceratosanthes noronhae (três espécies), Cayaponia noronhae (duas espécies), Moriordica noronhae, Cereus noronhae, Palicourea noronhae, Guettarda noronhae, Bumelia noronhae, Physalis noronhae e Ficus noronhae.
As ilhas têm duas aves endêmicas — a cocoruta (Elaenia ridleyana) e o Noronha Vireo (Vireo gracilirostris). Ambas estão presentes na ilha principal; Noronha Vireo também está presente na Ilha Rata. Além disso, há uma corrida endêmica do avoante Zenaida auriculata noronha. Um roedor sigmodontine endêmico, Noronhomys vespuccii, citado por Américo Vespúcio, está extinto. As ilhas têm dois répteis endêmicos, Amphisbaena ridleyi e Trachylepis atlantica.

### Conservação

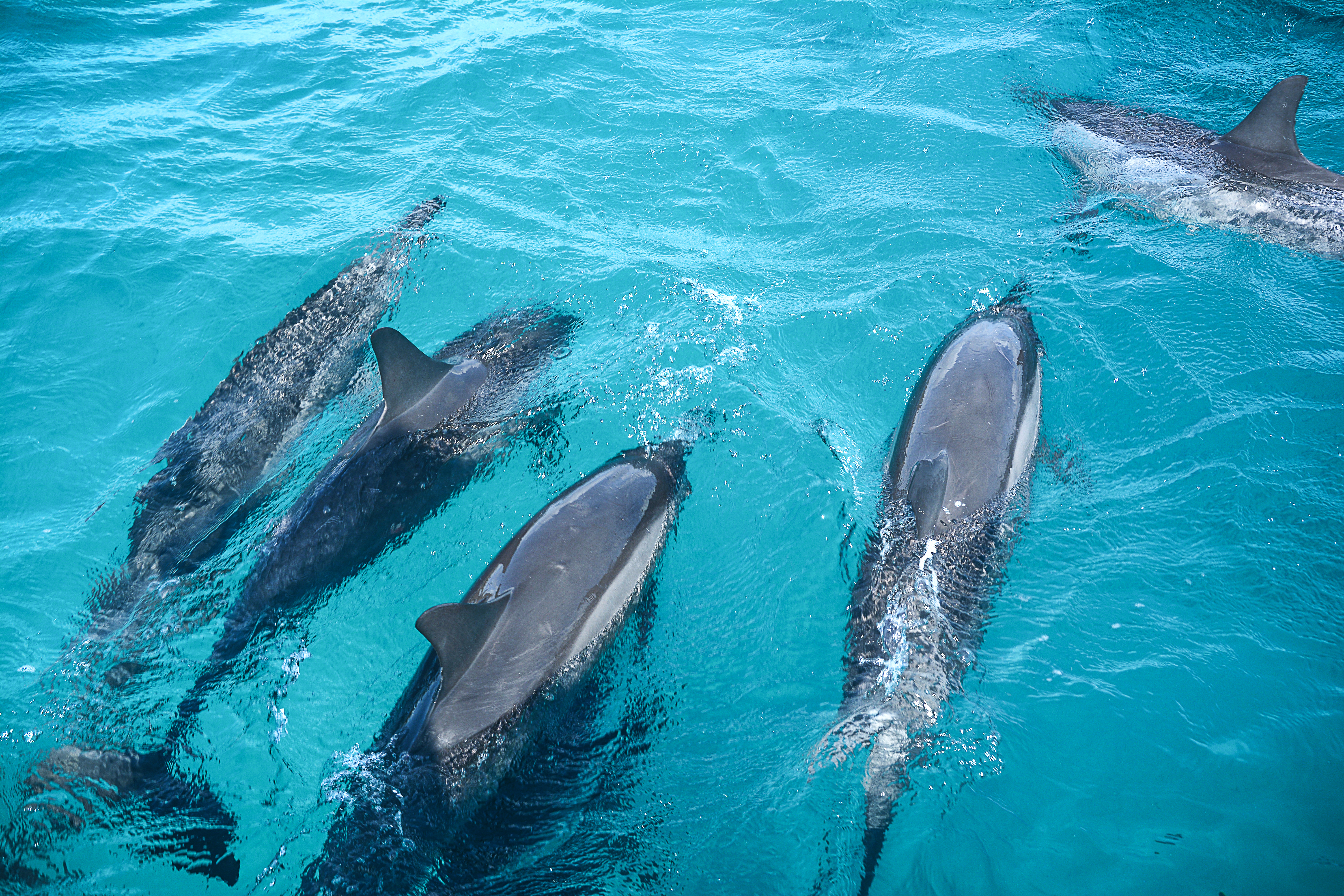
Golfinhos na Baía dos Golfinhos.

O Parque Nacional Marinho de Fernando de Noronha é uma unidade de conservação de proteção integral administrada pelo Instituto Chico Mendes de Conservação da Biodiversidade (ICMBio). Criado em 1988, ocupa a maior parte do arquipélago e possui uma variedade de fauna e flora únicas. Ótimo local para turismo, porém, devido à fiscalização do ICMBio, algumas das ilhas têm a visitação controlada. Boldró é onde está localizado o centro de convenções do Projeto TAMAR/ICMBio. Seu nome foi dado por militares americanos e é originário da expressão em inglês Bold Rock, que significa Pedra Saliente em português.
A Área de Proteção Ambiental Fernando de Noronha é uma área protegida na ilha de Fernando de Noronha, que abrange 884 hectares (2 200 acre(s)s) de terra marinha costeira, foi estabelecida em 5 de junho de 1986.
É administrada pelo Instituto Chico Mendes de Conservação da Biodiversidade. A área cobre a parte urbana da ilha de Fernando de Noronha, enquanto o Parque Nacional de Fernando de Noronha cobre o restante. A área inclui uma grande extensão marinha do Arquipélago de São Pedro e São Paulo, que também faz parte do Parque Nacional.
Em 1990, nasceu o Projeto Golfinho Rotador pela necessidade de preservar os golfinhos-rotadores que frequentam a Baía dos Golfinhos em Fernando de Noronha, sendo coordenado pelo Centro Golfinho Rotador e patrocinado oficialmente pela Petrobras por meio do Programa Petrobras Socioambiental. Com a missão de desenvolver ações em prol da conservação e da sociobiodiversidade oceânica e a visão de se tornar referência mundial na proteção de ecossistemas insulares, o projeto articula um robusto programa de pesquisa científica, iniciativas de educação ambiental, engajamento comunitário e consultoria em sustentabilidade para promover tanto a proteção dos cetáceos quanto o desenvolvimento socioeconômico da comunidade local.

### Problemas ambientais

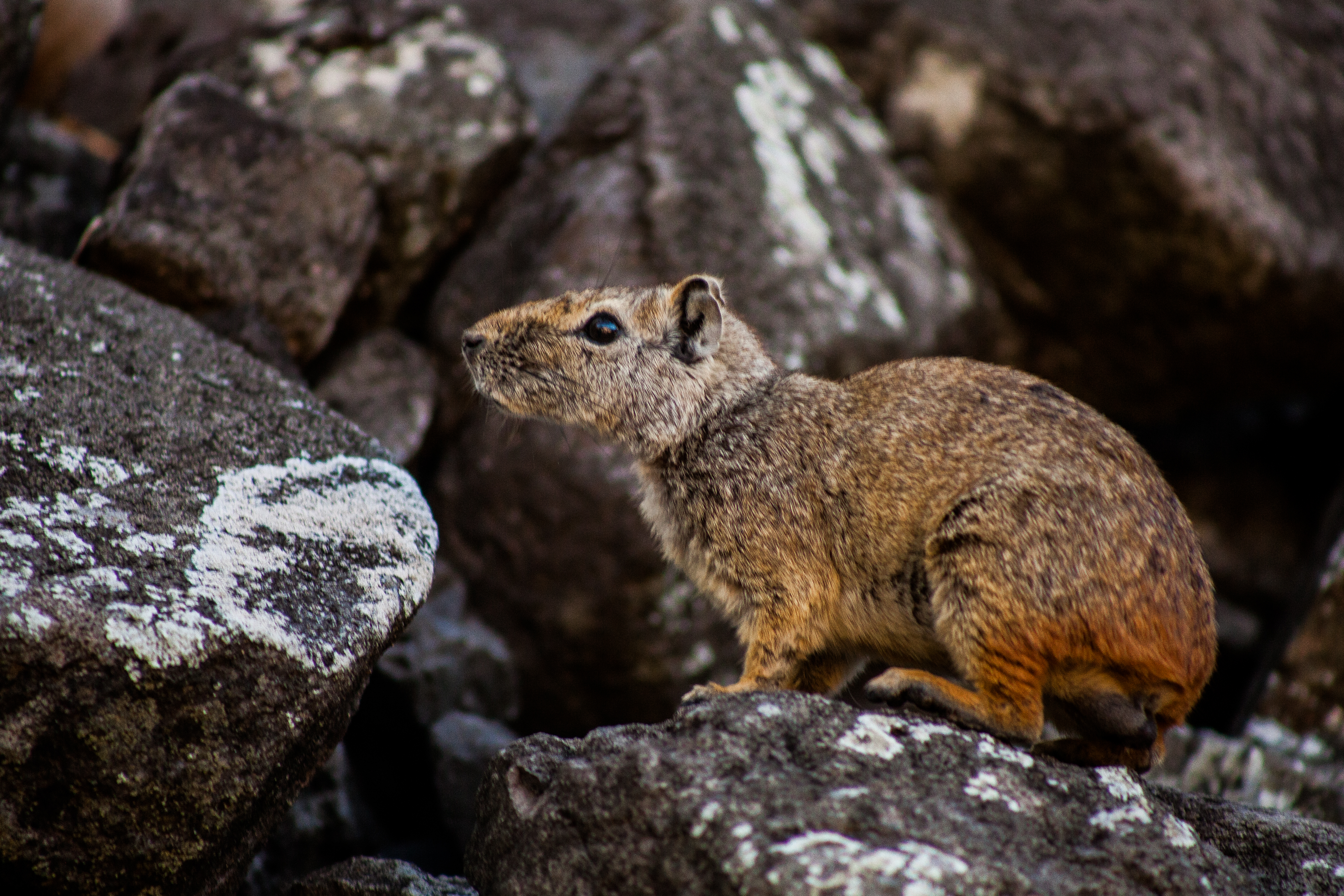
O mocó é uma espécie invasora que habita o arquipélago

Embora protegida pela designação de parque nacional, muito do seu ecossistema terrestre está destruído. Um levantamento realizado em 2007 pelo Ministério do Meio Ambiente mostrou que os recursos naturais da ilha já estavam em vias de esgotamento e que o turismo, que não para de crescer, tem sido muito prejudicial ao ambiente, produzindo danos vastos e alguns irreversíveis, entre eles acúmulo de lixo, favelização, falta de água, desigualdade social e perda de habitat de espécies endêmicas. A maior parte da floresta original foi cortada na época em que a ilha funcionava como presídio, para tornar mais difícil que prisioneiros se escondessem ou construíssem jangadas para fuga.
Vários animais e plantas exóticos foram introduzidos na ilha e se tornaram invasores. A linhaça, originalmente introduzida com a intenção de alimentar gado, atualmente se dissemina pelo território sem controle, ameaçando o que resta da vegetação original. Outra espécie invasora é o lagarto conhecido como teiú, originalmente introduzido para tentar controlar a infestação de ratos. A ideia não funcionou, uma vez que os ratos são noturnos e o teiú diurno, e o lagarto passou a ser considerado praga. Ratos e gatos, que são a maior ameaça, estão sendo controlados através de projeto do Instituto Chico Mendes de Conservação da Biodiversidade. Outras espécies exóticas que ameaçam a ecologia da ilha são as garças-vaqueiras, lagartixas, sapo-boi, pererecas, camundongos e mocós.

### Clima
O clima da ilha é o tropical (do tipo As' na classificação climática de Köppen-Geiger, quente o ano todo, com temperatura média anual de 27 °C e chuvas concentradas entre fevereiro e julho, sendo abril o mês mais chuvoso. A amplitude térmica é muito pequena, característica da região da Linha do Equador.
| Dados climatológicos para Fernando de Noronha (1991-2020) | Dados climatológicos para Fernando de Noronha (1991-2020) | Dados climatológicos para Fernando de Noronha (1991-2020) | Dados climatológicos para Fernando de Noronha (1991-2020) | Dados climatológicos para Fernando de Noronha (1991-2020) | Dados climatológicos para Fernando de Noronha (1991-2020) | Dados climatológicos para Fernando de Noronha (1991-2020) | Dados climatológicos para Fernando de Noronha (1991-2020) | Dados climatológicos para Fernando de Noronha (1991-2020) | Dados climatológicos para Fernando de Noronha (1991-2020) | Dados climatológicos para Fernando de Noronha (1991-2020) | Dados climatológicos para Fernando de Noronha (1991-2020) | Dados climatológicos para Fernando de Noronha (1991-2020) | Dados climatológicos para Fernando de Noronha (1991-2020) |
| Mês                                                       | Jan                                                       | Fev                                                       | Mar                                                       | Abr                                                       | Mai                                                       | Jun                                                       | Jul                                                       | Ago                                                       | Set                                                       | Out                                                       | Nov                                                       | Dez                                                       | Ano                                                       |
| --------------------------------------------------------- | --------------------------------------------------------- | --------------------------------------------------------- | --------------------------------------------------------- | --------------------------------------------------------- | --------------------------------------------------------- | --------------------------------------------------------- | --------------------------------------------------------- | --------------------------------------------------------- | --------------------------------------------------------- | --------------------------------------------------------- | --------------------------------------------------------- | --------------------------------------------------------- | --------------------------------------------------------- |
| Temperatura máxima média (°C)                             | 30,4                                                      | 30,6                                                      | 30,6                                                      | 30,4                                                      | 30,1                                                      | 29,5                                                      | 29                                                        | 29                                                        | 29,4                                                      | 30                                                        | 30,4                                                      | 30,6                                                      | 30                                                        |
| Temperatura média compensada (°C)                         | 27,4                                                      | 27,6                                                      | 27,5                                                      | 27,4                                                      | 27,3                                                      | 26,8                                                      | 26,3                                                      | 26,2                                                      | 26,4                                                      | 26,9                                                      | 27,2                                                      | 27,4                                                      | 27                                                        |
| Temperatura mínima média (°C)                             | 25,4                                                      | 25,4                                                      | 25,1                                                      | 25                                                        | 25                                                        | 24,6                                                      | 24,2                                                      | 24,1                                                      | 24,5                                                      | 24,9                                                      | 25,2                                                      | 25,5                                                      | 24,9                                                      |
| Precipitação (mm)                                         | 67,4                                                      | 76,8                                                      | 165,9                                                     | 242,7                                                     | 206,2                                                     | 205,8                                                     | 178,7                                                     | 60,6                                                      | 26,3                                                      | 9,5                                                       | 9,3                                                       | 10,4                                                      | 1 259,4                                                   |
| Dias com precipitação                                     | 5                                                         | 7                                                         | 14                                                        | 16                                                        | 14                                                        | 13                                                        | 13                                                        | 11                                                        | 6                                                         | 3                                                         | 2                                                         | 2                                                         | 106                                                       |
| Fonte: Atlas Climatológico do Estado de Pernambuco        |                                                           |                                                           |                                                           |                                                           |                                                           |                                                           |                                                           |                                                           |                                                           |                                                           |                                                           |                                                           |                                                           |

## Economia

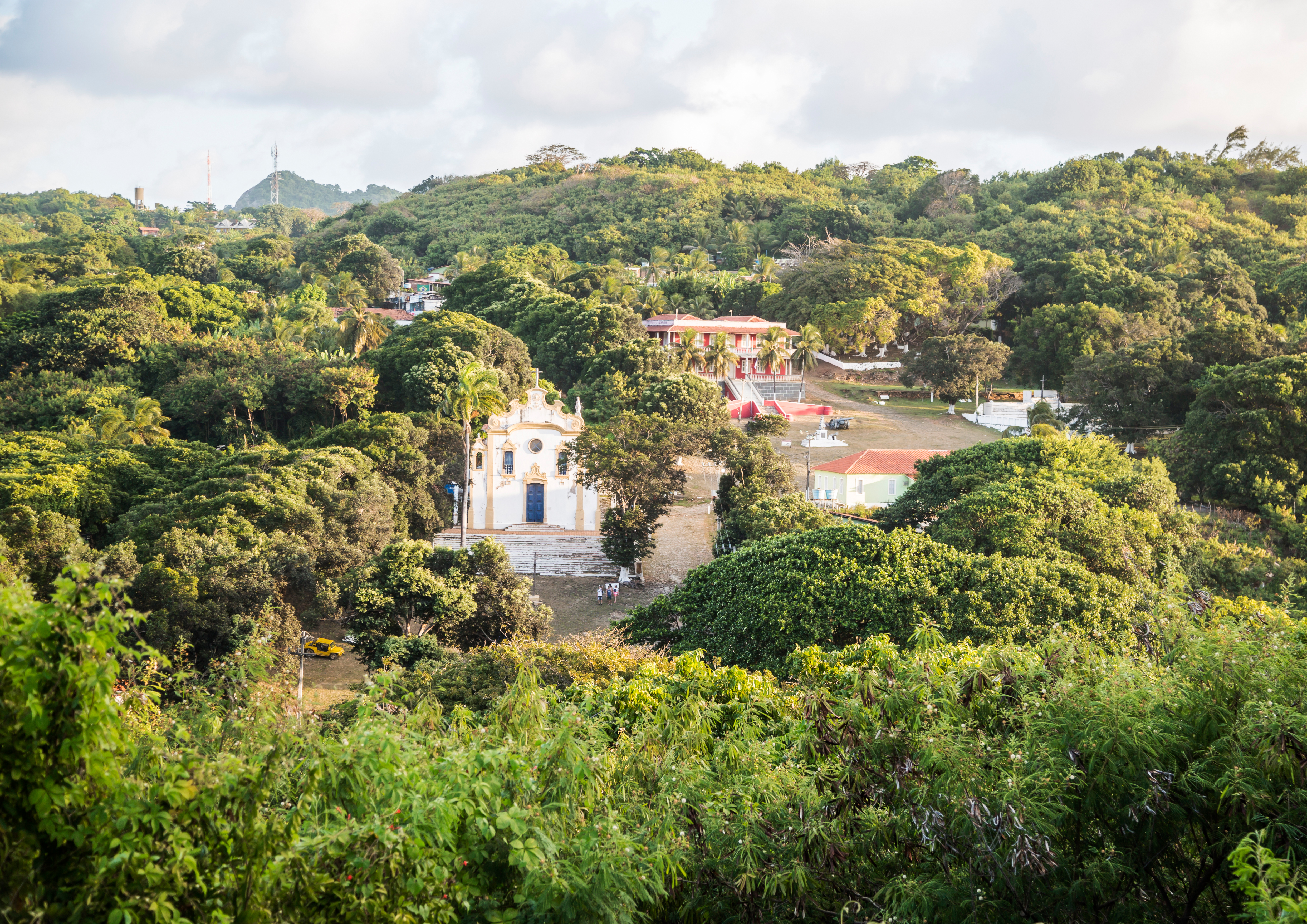
Vista panorâmica da Vila dos Remédios

O arquipélago de Fernando de Noronha possuía em 2020 um Produto Interno Bruto (PIB) de R$ 136 711,91 mil e um PIB per capita de R$ 44 086,40. O Índice de Desenvolvimento Humano (IDH) do distrito estadual foi calculado em 0,788 (PNUD/2010). Há uma agência do Santander, caixas eletrônicos da rede do Banco24Horas no aeroporto e um terminal da Caixa Econômica Federal num supermercado. A ilha também tem um banco postal do Bradesco em convênio com a Empresa Brasileira de Correios e Telégrafos.

### Turismo

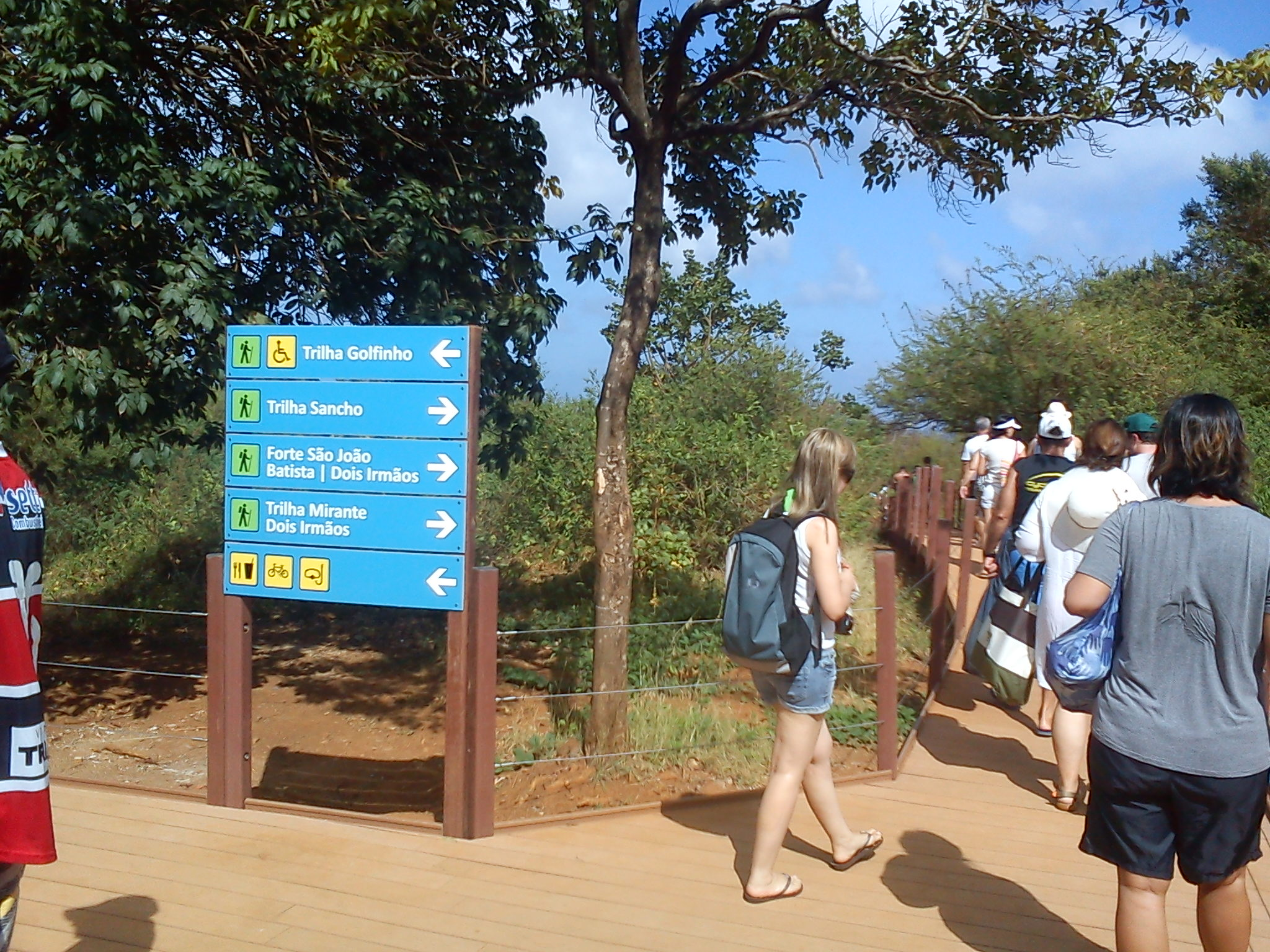
Placa indicativa das trilhas ecológicas.

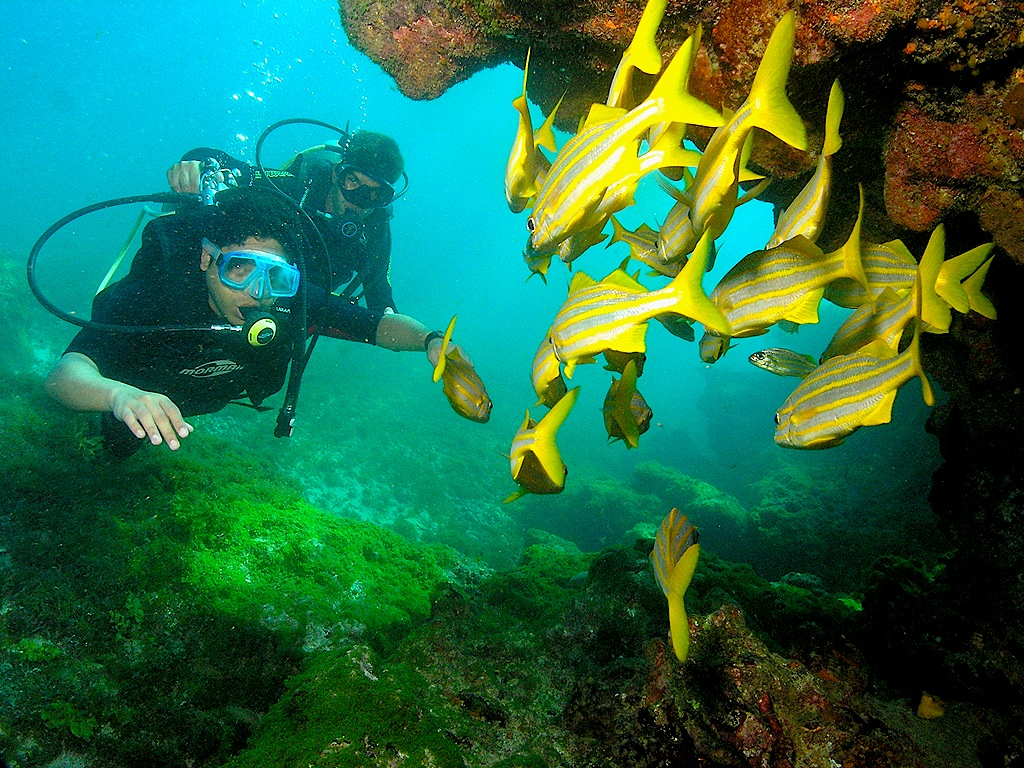
Mergulho em Fernando de Noronha

As praias de Fernando de Noronha são promovidas para o turismo e o mergulho recreativo. Devido à Corrente Sul Equatorial, que empurra a água quente da África para a ilha, o mergulho a profundidades de 30 a 40 metros não exige uma roupa de mergulho. A visibilidade debaixo d'água pode chegar a até 50 metros. Próximo à ilha existe a possibilidade de se fazer um mergulho avançado e visitar a Corveta Ipiranga, que repousa a 62 metros de profundidade, depois de ser afundada naquele ponto intencionalmente, após um acidente de navegação.
Entre as suas praias mais famosas, estão a Baía de Santo Antônio, a Praia da Conceição, a Praia do Boldró, a Praia da Cacimba do Padre, a Baía dos Porcos, a Baía do Sancho, a Baía dos Golfinhos, a Ponta da Sapata, entre outras. A Baía do Sancho, em Fernando de Noronha, foi eleita a melhor praia do mundo pelos usuários do TripAdvisor.
A ilha conta com três operadoras de mergulho, oferecendo diferentes níveis de qualidade de serviço. Além disso, o arquipélago conta com interessantes pontos de mergulho livre, como a piscina natural do Atalaia, o naufrágio do Porto de Santo Antônio, a laje do Boldró, dentre outros.
O arquipélago possui diversificada vida marinha, sendo comum observar diversas espécies de peixes recifais, tartarugas e eventualmente tubarões e golfinhos.

## Infraestrutura

### Transportes

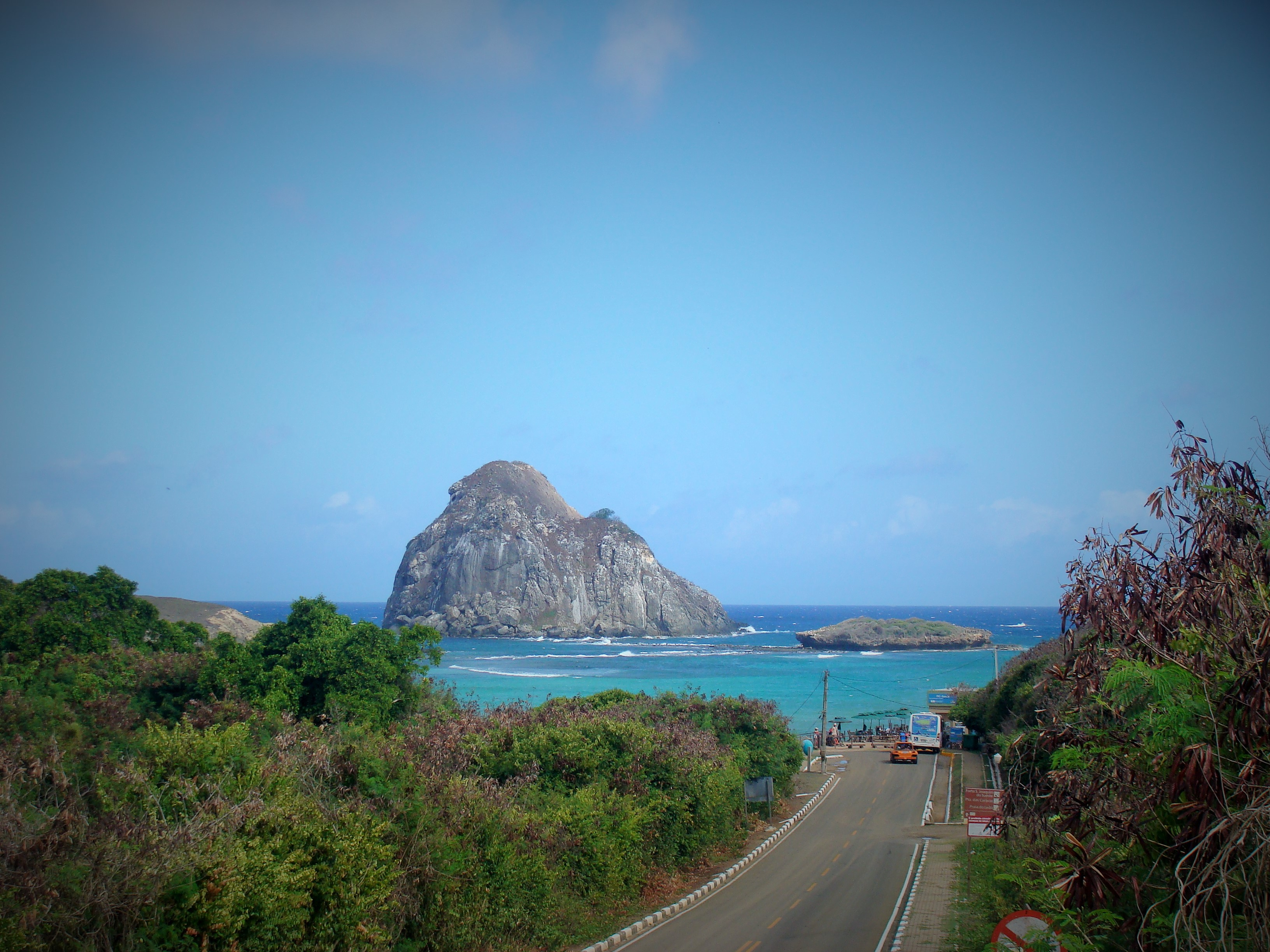
Vista da BR-363, a única rodovia da ilha e a segunda menor rodovia do Brasil

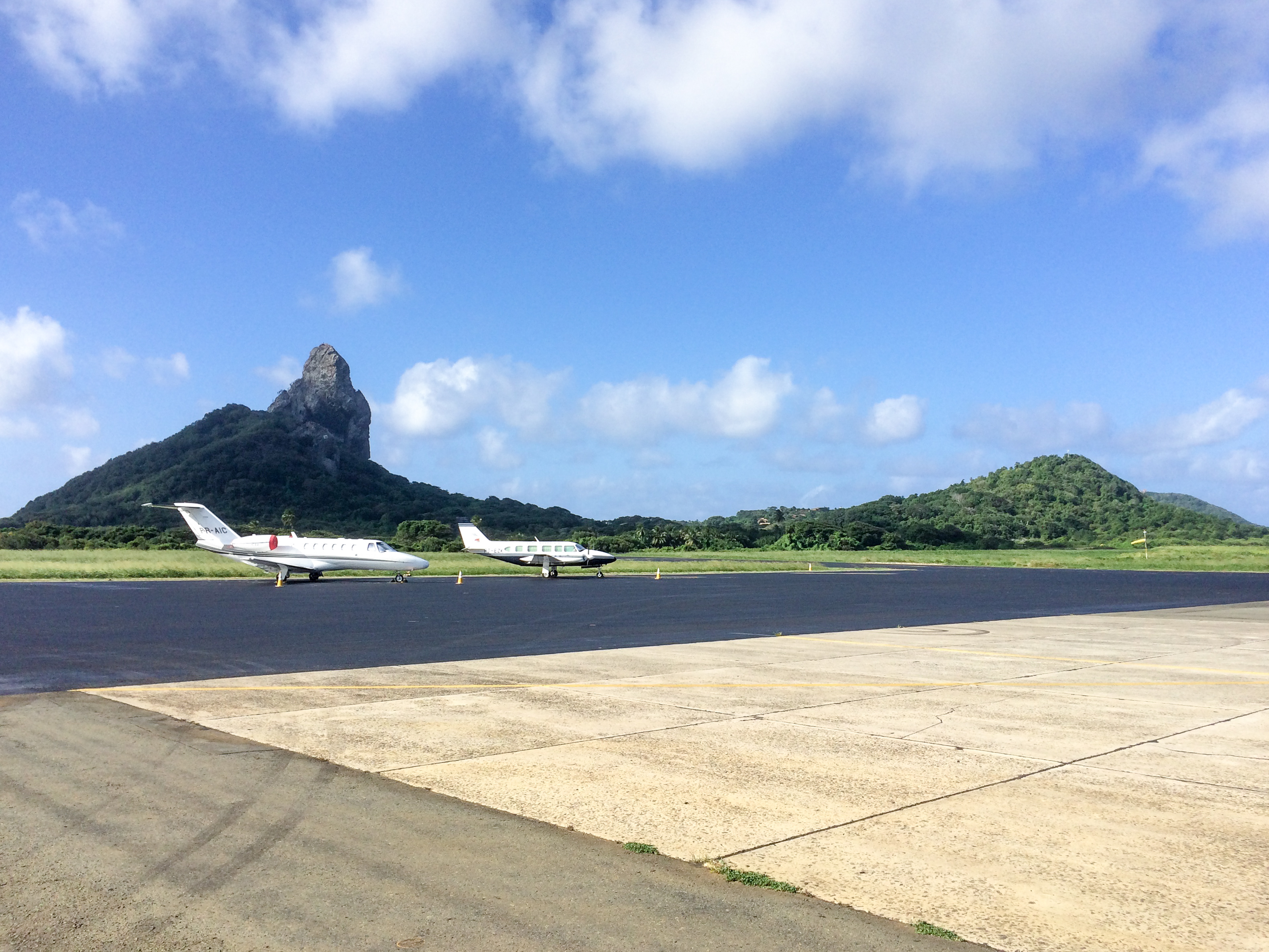
Aeroporto de Fernando de Noronha

A ilha principal é servida pela BR-363, única rodovia federal localizada em todo o país dentro de uma ilha oceânica. A construção da BR-363 foi autorizada em 1974, ainda na época do Território Federal. A rodovia tem 7 km de extensão, e liga o Porto de Santo Antônio à Baía do Sueste, interligando lugares como o aeroporto, áreas urbanas, estradas vicinais e os acessos às praias.
Além da locomoção por táxi ou buggy, o transporte também é realizado por uma única linha de ônibus (Porto/Sueste), com três veículos, que transitam em intervalos de 30 minutos com passagem no valor de cinco reais para turistas, sendo gratuito para moradores da ilha.
A Azul Linhas Aéreas opera uma conexão aérea entre o Aeroporto Internacional de Recife e o Aeroporto de Fernando de Noronha dom 18 voos semanais em cada sentido, totalizando cerca de 4.900 assentos semanais, utilizando jatos Embraer E195-E2 com capacidade para até 136 passageiros. Além da Azul, a Latam também opera a rota Guarulhos-Fernando de Noronha com aeronaves Airbus A319.

### Presença militar

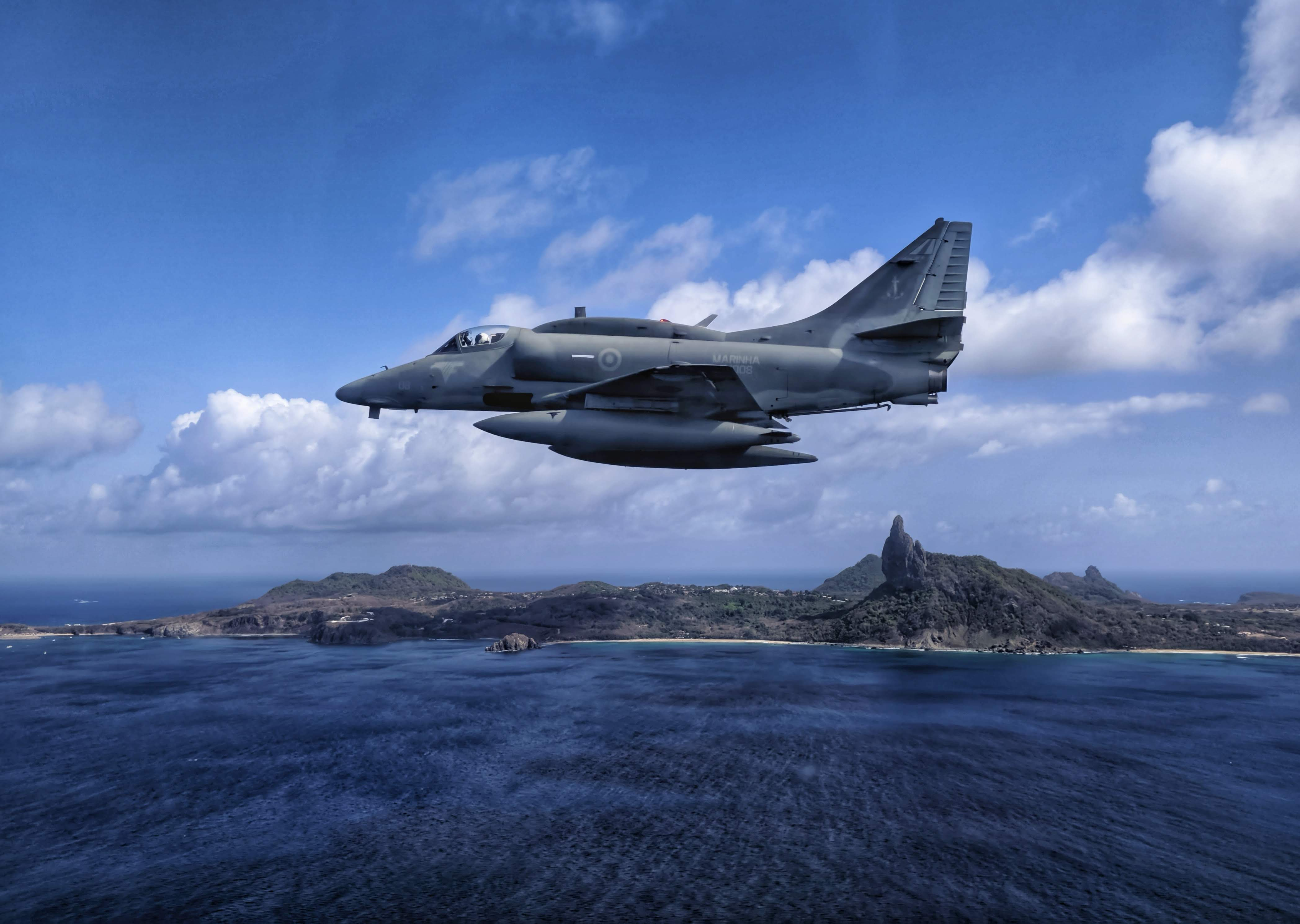
A-4 Skyhawk das Forças Armadas do Brasil sobrevoando Fernando de Noronha

O Destacamento de Aeronáutica de Fernando de Noronha (DESTAE-FN) é uma unidade da Força Aérea Brasileira (FAB) localizada na Vila Militar, próxima ao Aeroporto de Fernando de Noronha. Sua principal função é fornecer apoio logístico e administrativo às operações da FAB na região, incluindo suporte a aeronaves militares e civis, além de manter a infraestrutura necessária para o funcionamento das atividades aéreas na ilha. O DESTAE-FN também abriga a Casa de Representação da Aeronáutica, conhecida como "Casarão", que serve como ponto de apoio institucional e logístico para as operações na área. Além do DESTAE-FN, a FAB mantém na ilha o Destacamento de Controle do Espaço Aéreo de Fernando de Noronha (DTCEA-FN), responsável pela operação do espaço aéreo local. Os militares do DTCEA-FN prestam serviços como o Serviço de Informação de Voo de Aeródromo (AFIS), o Serviço de Alerta e a manutenção dos auxílios à navegação e dos sistemas de telecomunicações.

### Comunicações
Fernando de Noronha conta com 2 veículos de comunicação locais: a TV Golfinho canal 11, afiliada à TV Cultura, e a FM Noronha 96,9 MHz. As emissoras são as únicas a levar conteúdo local diariamente para os ilhéus, e chegaram em 1982, tendo sido os primeiros meios de a população da ilha assistir televisão e ouvir rádio.

## Cultura

### Esportes

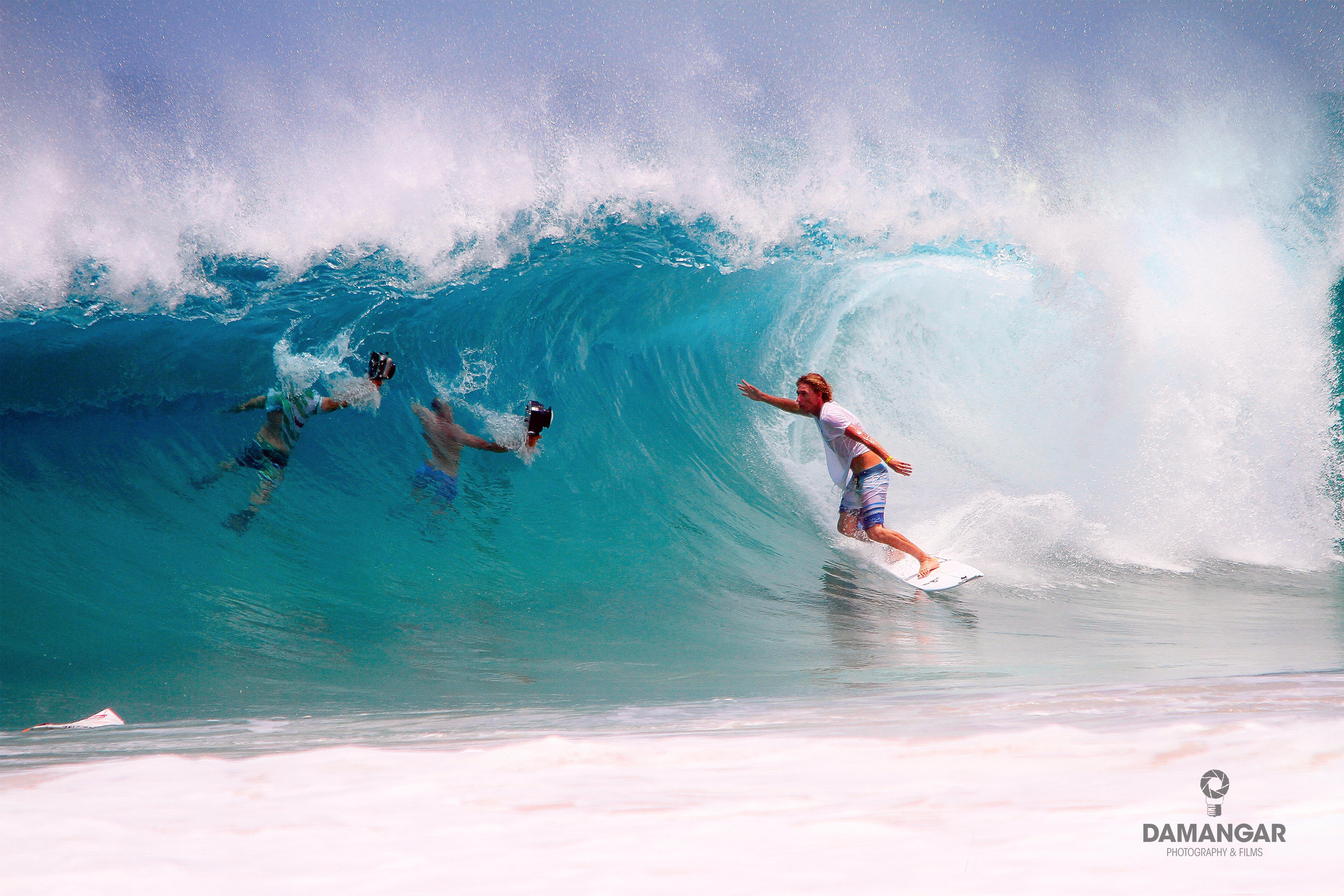
Surfista em Fernando de Noronha

Fernando de Noronha é, reconhecidamente, um dos melhores lugares do Brasil para a prática do surfe, e suas ondas tubulares e cristalinas atraem surfistas para praias como a Cacimba do Padre, Boldró, Cachorro, entre outras. Além disso, em Fernando de Noronha há a prática de esportes, entre eles o futebol, voleibol, futebol de salão e futebol de areia.

#### Futebol

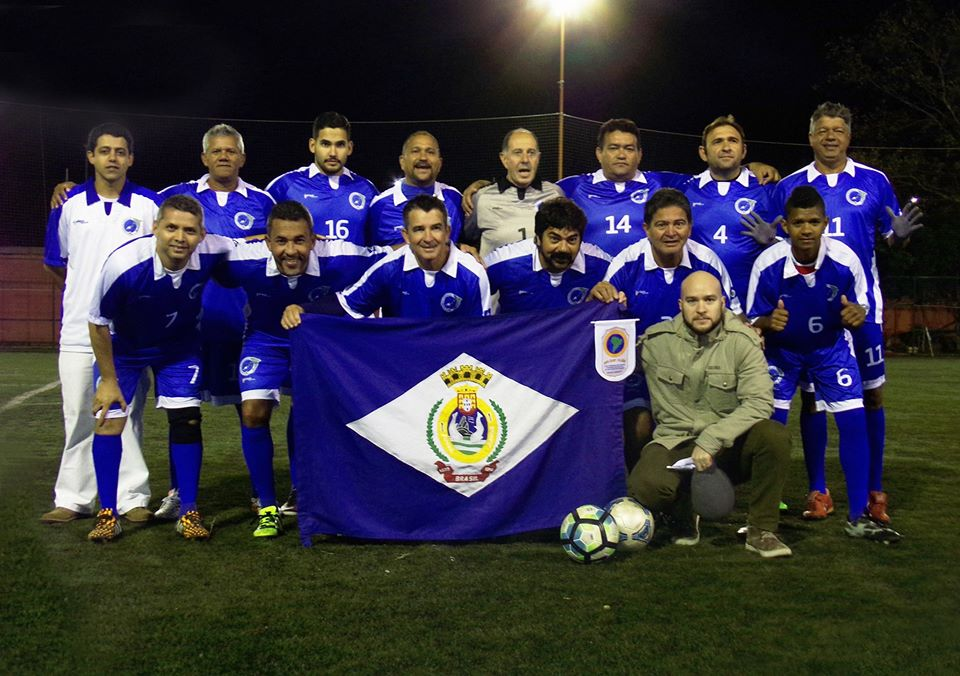
Seleção Noronhense de Futebol

A Seleção Noronhense de Futebol representa o arquipélago de Fernando de Noronha em competições internacionais de futebol e gerenciada pela ANOVE (Associação Noronhense de Veteranos), afiliada ao CSANF (Conselho Sul-Americano de Novas Federações) desde 19 de outubro de 2011. Manda seus jogos no Estádio Distrital Salviano José de Souza Neto.
O Campeonato Noronhense de Futebol, mais conhecido como Campeonato Noronhense ou ainda Noronhão, é a competição amadora desse esporte no arquipélago de Fernando de Noronha, no estado de Pernambuco. Organizada pela CSANF e pela Federação Pernambucana de Futebol, para suporte técnico e desenvolvimento do futebol na ilha, é a principal e tradicional competição na região. A partir de 2019, a FPF firmou parceria com à administração distrital para dar suporte técnico e desenvolvimento, campeonatos juvenis na ilha. A ideia de promover o futebol na ilha surgiu com metas a médio prazo. Além da regularidade da competição, há a possibilidade de a Seleção Noronhense de Futebol ser filiada à FPF para a disputa de campeonatos com nível semiprofissional – hoje, é um time totalmente amador. Assim, poderia vislumbrar uma participação na terceira divisão local, que seria reativada.

### Bibliográficas
- Duarte Leite (1923) "O Mais antigo mapa do Brasil" in História da Colonização Portuguesa do Brasil, vol.2, pp. 221–81.
- Greenlee, W.B. (1945) "The Captaincy of the Second Portuguese Voyage to Brazil, 1501–1502", The Americas, Vol. 2, p. 3–13.
- Roukema, E. (1963) "Brazil in the Cantino Map", Imago Mundi, Vol. 17, p. 7–26